# Brie-Comte-Robert
Brie-Comte-Robert é uma comuna francesa, no departamento de Sena e Marne, na região de Ilha de França.
Esta cidade foi a antiga capital da Brie Francesa.

## Toponímia
A etimologia do nome da comuna é dupla. Brie vem da língua gaulesa, briga, que significava planalto ou altura. O Comte Robert é Roberto I de Dreux, irmão do rei da França Luís VII, que fundou a cidade no século XII. Brie Comte Robert é situado no extremo do planalto de Brie. Dois rios, O Yerres e o Barbançonne, contornam o território da comuna.

## História

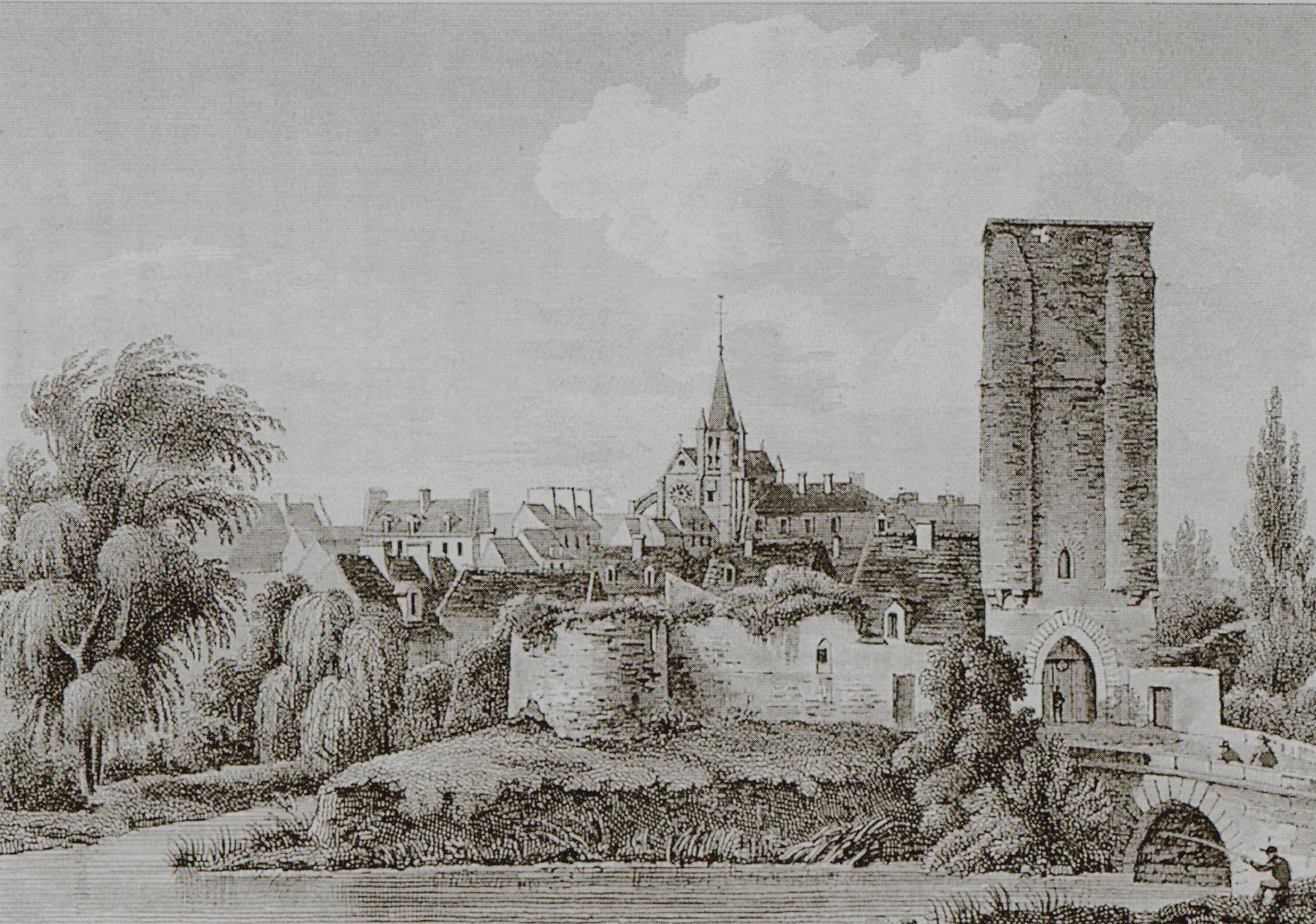
Brie-Comte-Robert no século XX.

Há muitos vestígios da época galo-romana, como sepulturas na região do cemitério da cidade.
Em 1136, o rei Luís VI deu o senhorio de Brie ao seu filho Roberto I de Dreux. Este mandou construir uma primeira torre defensiva e acrescentou-a seguidamente com a função de proteger o acesso a Paris, a cerca de 25 km de distância.
No século XII, a cidade tinha o nome de Braia. O rei Luís VI que comprou a maior parte da cidade, deu ainda em vida as suas terras ao seu filho Roberto. Este participou na segunda cruzada com o seu filho Luís VII, e é Roberto I de Dreux quem faz construir o castelo para proteger as suas terras. Roberto II de Dreux torna-se Senhor de Brie-Comte-Robert com a morte da sua mãe, Agnès de Beaudemenot. Começou a edificar a Igreja de Saint-Étienne e fundou também um hospital em 1207. Em 1218, morreu e Yolande de Coucy (a sua mulher) faleceu em 1222.
Roberto III de Dreux (1185-1233), dito Gasteblé, sucede ao seu irmão e à sua mãe. Pedro I da Bretanha, Conde da Bretanha, acompanhou Luís IX à sétima cruzada, mas morreu no mar. Seguidamente as terras de Brie são pertença da família até ao tempo de Margarida de Artois.

### Antigos nomes de Brie
A cidade de Brie-Comte-Robert mudou muitas vezes de nome. Inicialmente chamava-se Bradeia, e depois, Braia. No século XIV, é renomeada Braya Comitis Roberti, para diferenciar da comuna de Bray-sur-Seine. Com a Revolução Francesa, o nome passa a ser Brie-la-Ville, mudando novamente para Brie-sur-Yerres. Brie-Comte-Robert é o seu nome desde 1814.

## Geografia

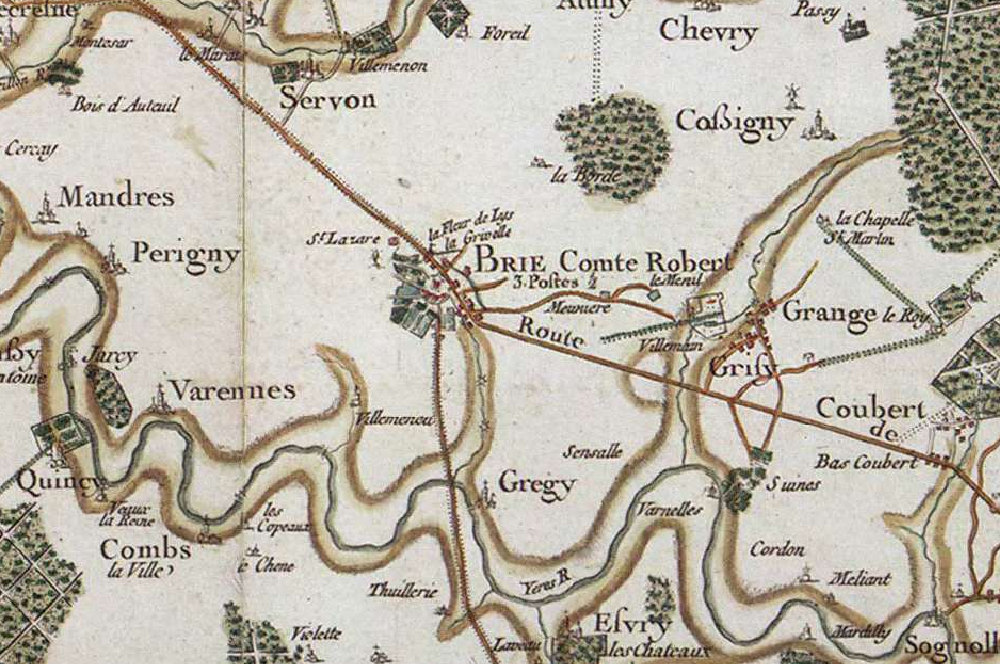
Antigo mapa de Brie, século XVII.

A comuna de Brie-Comte-Robert está localizada na região de Ilha de França, a 28 quilômetros da capital francesa Paris e a 18 quilômetros de Melun. A sua altitude média é de 88 metros acima do nível médio do mar.
Ocupando uma área de 19,93 km², Brie-Comte-Robert localiza-se entre os rios Yerres e o Barbançonne. Nos 1993 ha de Brie-Comte-Robert 1 753 ha são ocupados por terrenos agrícolas.
A cidade de Brie-Comte-Robert tem uma área florestal, localizada no parque François Mitterand.

### Cidades vizinhas
| Villecresnes Santeny              | Lésigny           | Chevry-Cossigny       |
| Périgny                           | La Roche-sur-Yon. | Grisy-Suisnes         |
| Combs-la-Ville Quincy-sous-Sénart | Moissy-Cramayel   | Évry-Grégy-sur-Yerres |

| Localidade        | Distância |
| ----------------- | --------- |
| Villemeneux       | 1,2 km    |
| Combs-la-Ville    | 4,1 km    |
| Varennes-Jarcy    | 4,8 km    |
| Mandres-les-Roses | 5,3 km    |
| Lésigny           | 5,5 km    |

### Clima
| Temperaturas em 2007 | jan  | fev  | mar  | abr  | mai  | jun  | jul  | ago  | sep  | oct  | nov  | dez  |
| -------------------- | ---- | ---- | ---- | ---- | ---- | ---- | ---- | ---- | ---- | ---- | ---- | ---- |
| Mínimo               | -4,1 | 1,1  | 1,6  | 2,7  | 7,9  | 9,9  | 9,3  | 9,7  | 5,3  | 1,1  | -2,5 | -5,2 |
| Máximo               | 14,3 | 16,8 | 18,5 | 27,6 | 25,3 | 31,3 | 32,9 | 32,5 | 25,8 | 21,2 | 13,9 | 13,8 |

O clima de Brie-Comte-Robert é de tipo oceânico, sendo caracterizado por um verão um pouco fresco e um inverno que pode variar de fresco a muito fresco.
A estação meteorológica mais próxima é a de Montereau-sur-le-Jard.

## Administração

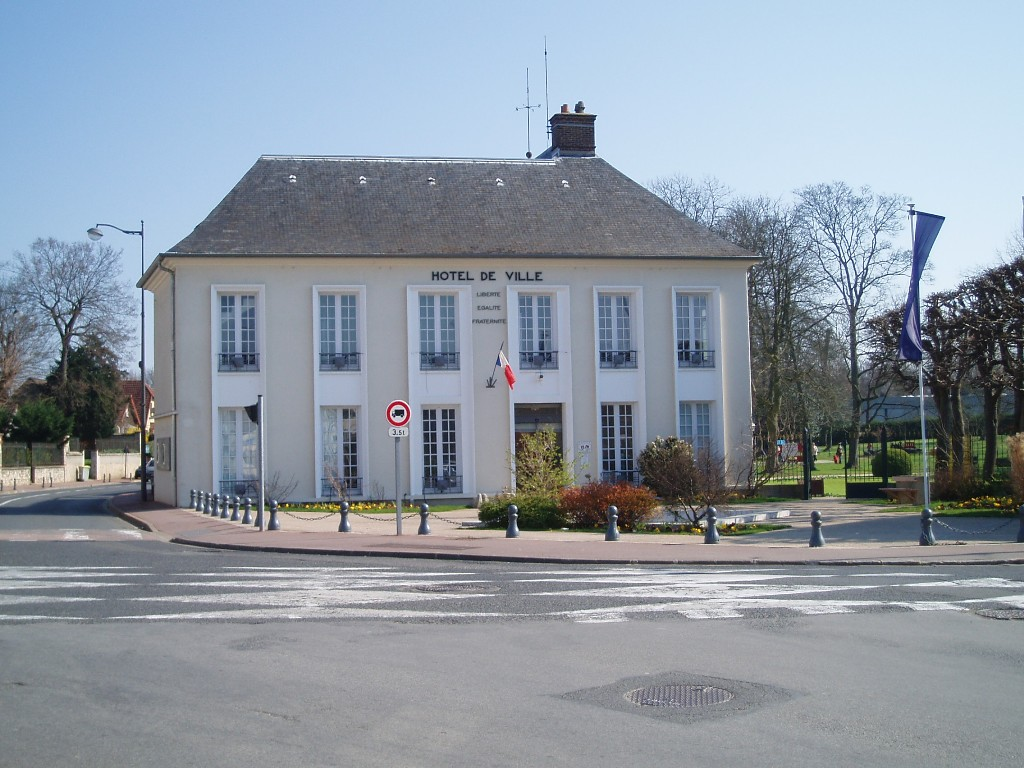
Câmara municipal de Brie-Comte-Robert.

O presidente do município de Brie-Comte-Robert é André Aubert desde 1979.
Na eleição do novo presidente, André Aubert foi eleito com 57.78% contra 42.22% de Yves Grannonio. 9 412 pessoas estavam inscritas na lista de eleitores, 4 060 (43%) não votaram, 5 352 (56%) votarem dos quais 245 (2%) votarem branco ou nulo e 5107 (54%) expressos.
Na eleição do novo presidente da República Francesa, 58,06% dos briards votaram em Nicolas Sarkozy e 41,94% em Ségolène Royal.
Brie-Comte-Robert é sede de :
- Cantão de Brie-Comte-Robert, formado pelas comunas de Brie-Comte-Robert, Lésigny, Chevry-Cossigny, Servon, Évry-Grégy-sur-Yerres, Grisy-Suisnes, Soignolles-en-Brie, Coubert, Solers, Férolles-Attilly, Limoges-Fourches e Lissy (37 160 habitantes em 1999).
- Communauté de communes de l'Orée de la Brie (criada em 2004) esta formada pelas comunas de Brie-Comte-Robert, Chevry-Cossigny e Servon.[8]

### Demografia
▼ Evolução demográfica de Brie (fontes : Insee).
| População          | 1962  | 1968  | 1975  | 1982   | 1990   | 1999   |
| ------------------ | ----- | ----- | ----- | ------ | ------ | ------ |
| População total    | 4 689 | 6 100 | 8 706 | 10 347 | 11 501 | 13 397 |
| sexo feminino      | -     | -     | -     | 5 196  | 5 883  | 6 871  |
| sexo masculino     | -     | -     | -     | 5 154  | 5 623  | 6 533  |
| menores de 20 anos | -     | -     | -     | 3 549  | 3 449  | 3 496  |
| maiores de 60 anos | -     | -     | -     | -      | -      | -      |

Os habitantes de Brie-Comte-Robert são chamados de Briards. No censo de 1982, a cidade tinha uma população de 10 347 habitantes. Em 1999 a cidade contabilizou 13 397 habitantes, uma evolução de +1,29%..

A população de Brie-Comte-Robert encontra-se repartida desta maneira :
- 26,1%  com menos de 19 anos.
- 32,5% de 20 até 39 anos.
- 27,2% de 40 anos até os 59 anos.
- 9,2%  de 60 até 74 anos.
- 5,0%  mais de 75 anos.

A taxa de desemprego (1999) na cidade de Brie é de 8%. Nesta  cidade o trabalho está repartido do seguinte modo:
- Agricultores : 0,9%
- Artesanato, comerciantes e chefes de empresas : 8,5%
- Quadros superiores, profissões intelectuais : 9,8%
- Profissões intermédias : 23,2%
- Empregados : 26,0%
- Trabalhadores : 32,3%

População de Brie

### Prefeitura
A primeira Prefeitura de Brie-Comte-Robert estava localizada perto da Igreja de Brie, depois foi deslocalizada para a antiga casa do prefeito na estrada principal da cidade.
A primeira prefeitura foi usada como caserna de Bombeiros, mas em 2002 a câmara mandou a fazer obras para fazer dela uma biblioteca.

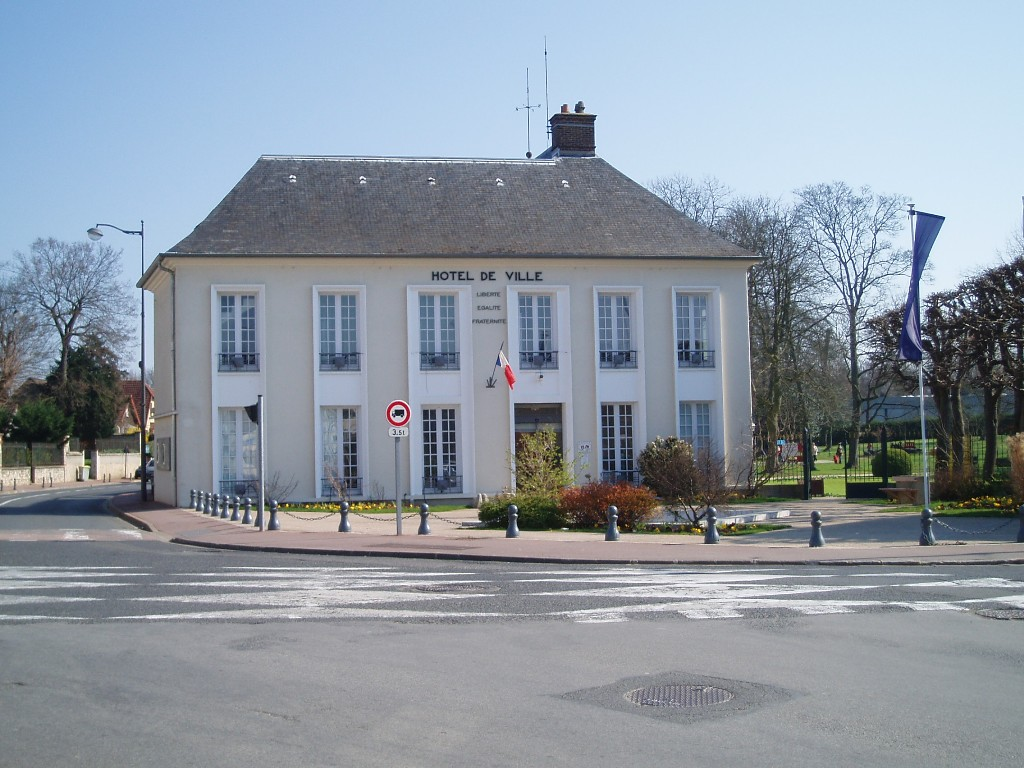
Prefeitura actual
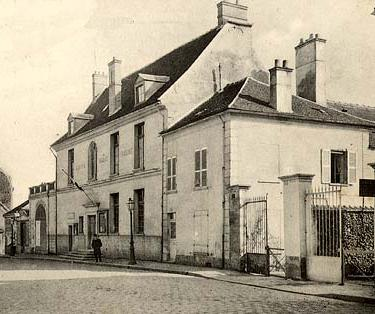
Antiga prefeitura (actualmente uma biblioteca)
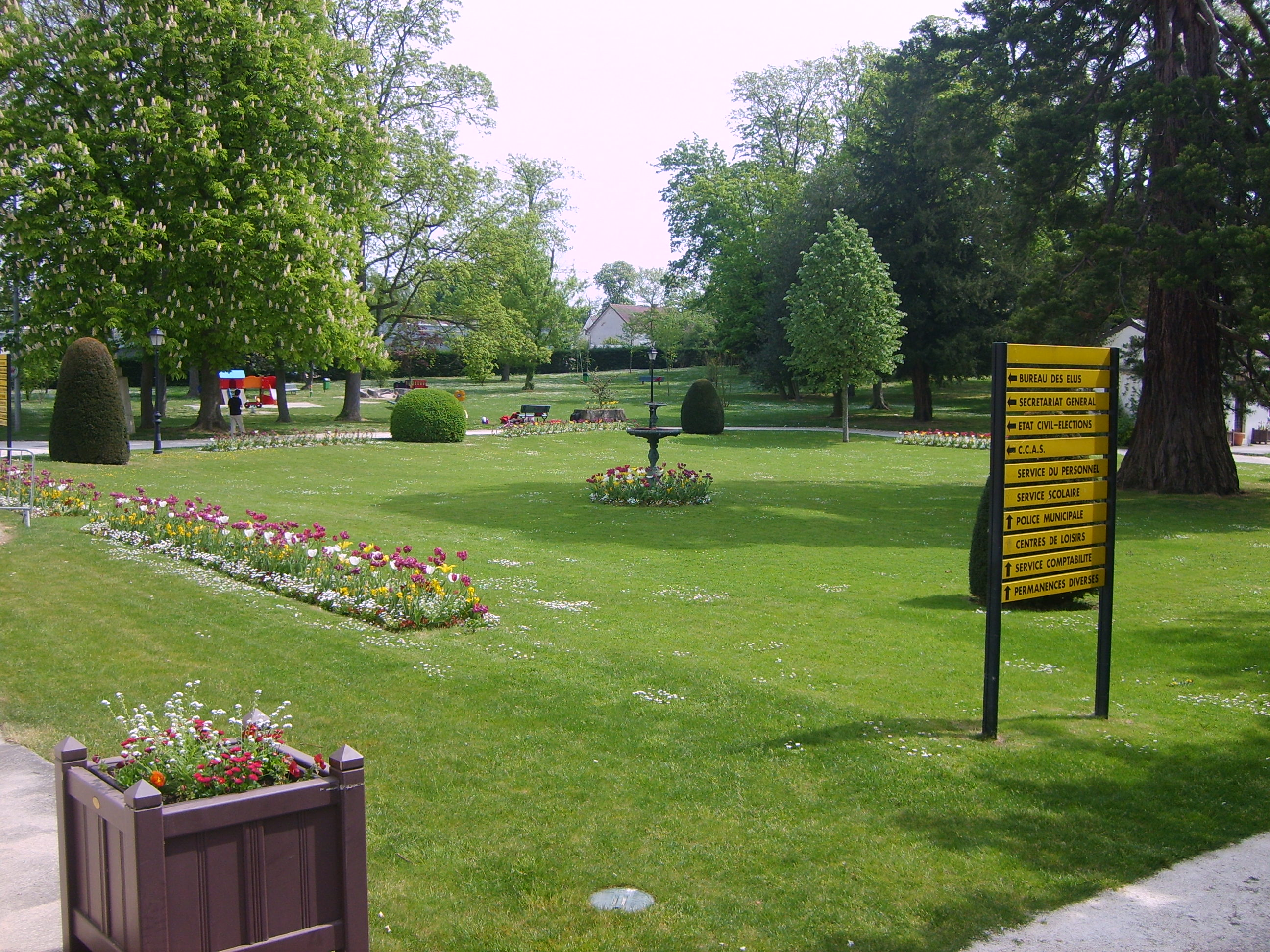
Parque da Prefeitura

A Prefeitura actual está localizada no lugar actual desde 1942.

### Bairros

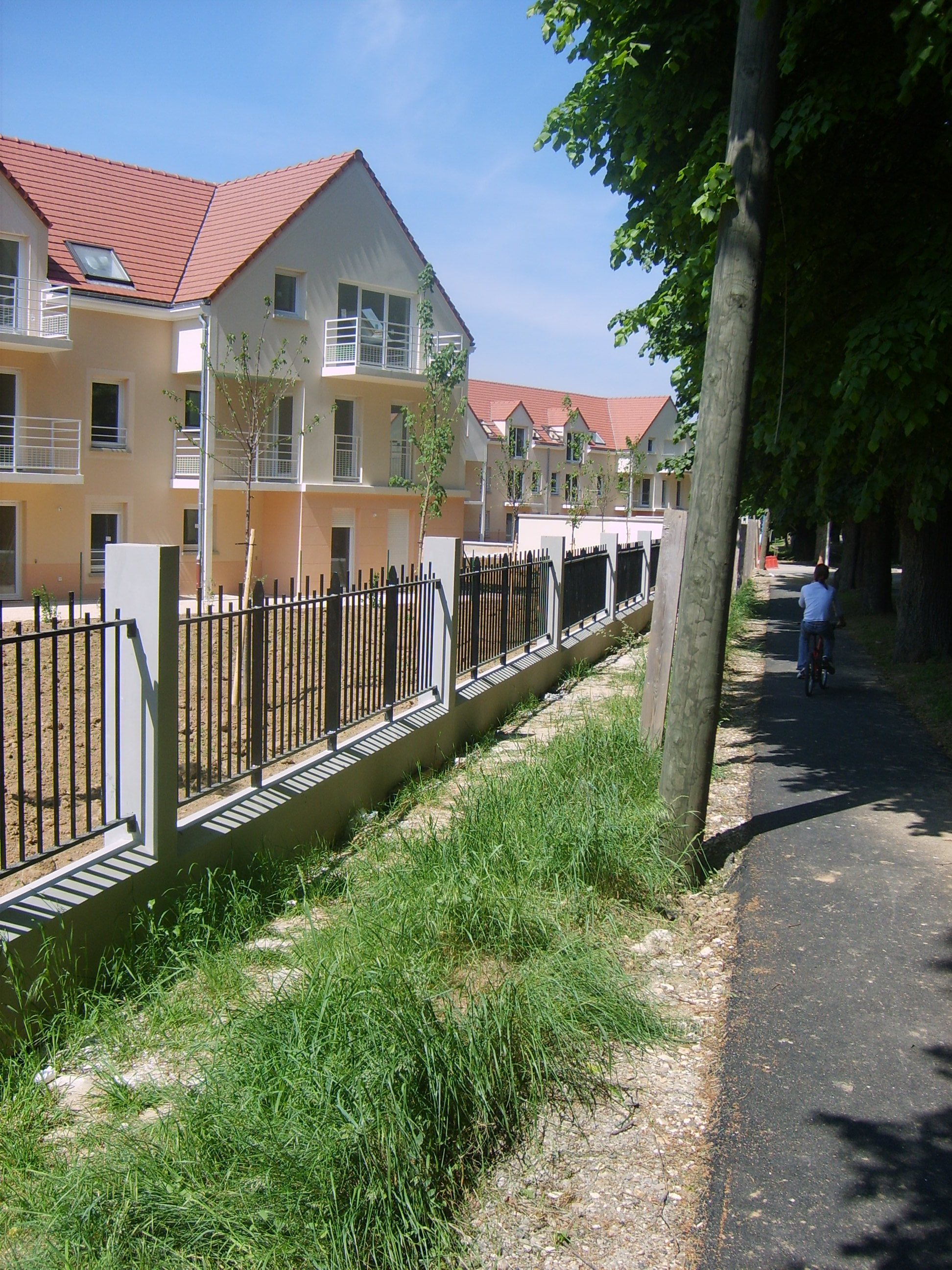
As Portes de Brie.

Brie-Comte-Robert é dividida em vários bairros de moradias e de apartamentos:
| Bairros de Moradias             | Bairros de Apartamentos |
| ------------------------------- | ----------------------- |
| Bairro Pasteur                  | Bairro Moulin Fleuri    |
| Les Maison Roses / Le petit Val | Bairro Pasteur          |
| Domaines Saint-Martin           | Les Chaperons I/II/III  |
| Portes de Brie (près du Safran) | Train des Roses         |
| Rue du Grand Noyer              | Fours à Chaux           |

As duas aldeias Plaine du Bois (bairro só com Caravanas) e Villemeneux também fazem parte do município de Brie-Comte-Robert.
Esta comuna tem 16 bairros sociais, consistindo em mais de 20% de alojamento social (em França todas a comunas têm que ter o mínimo de 20% de alojamento social), os principais são:
- Rue des Écoles (1958) : 70 alojamentos (apartamentos)
- Fours à Chaux (1967) : 144 alojamentos (apartamentos)
- Chaperons I (1971) : 208 alojamentos (apartamentos)
- Chaperons II (1975) : 118 alojamentos (apartamentos)
- Chaperons III (1980) : 62 alojamentos (apartamentos)
- Pasteur (2000) : 28 alojamentos (moradias)
- Train des Roses (2002-2004) : 56 alojamentos (moradias)

Como todas cidades da Île-de-France, Brie-Comte-Robert tem uma pressão na construção imobiliária muitas importante. Entre 2006 e 2008, 10 novos bairros foram criadas em 3 anos. Mais de 836 alojamentos privados foram criadas em 2 anos.

#### Explosão imobiliária
Há três anos, ainda havia terrenos cultivados perto do centro da cidade, mesmo perto da estrada nacional 104 (Francilienne).
Nos anos 2006 e 2007 muitas urbanizações foram construídas, entre as quais:
- Rue des Tournelles
- Rue des Écoles
- Val de Brie
- Hauts de Varennes
- Les Domaines Saint-Martin
- Les Portes de Brie
- Les Allées du Château
- Les Demeures du Val (Rue du Grand Noyer)
- Florescence
- Le Clos de la Madeleine
- Résidence de la Planchette ; é um programa de 48 moradias individuais, elas estão construídas com materiais ecológicos, com painéis solares e recuperação da água da chuva.[21]

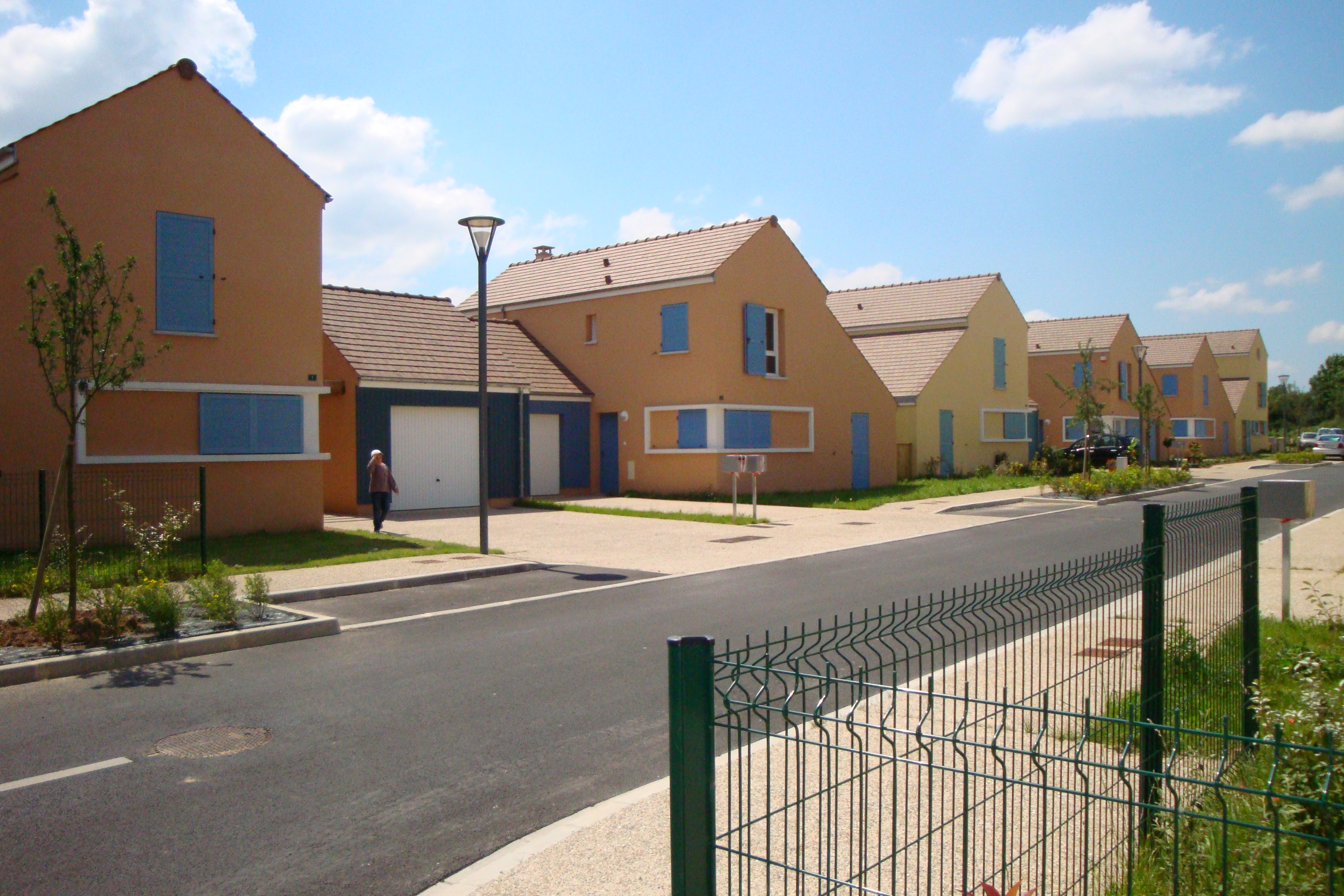
Résidence de la Planchette
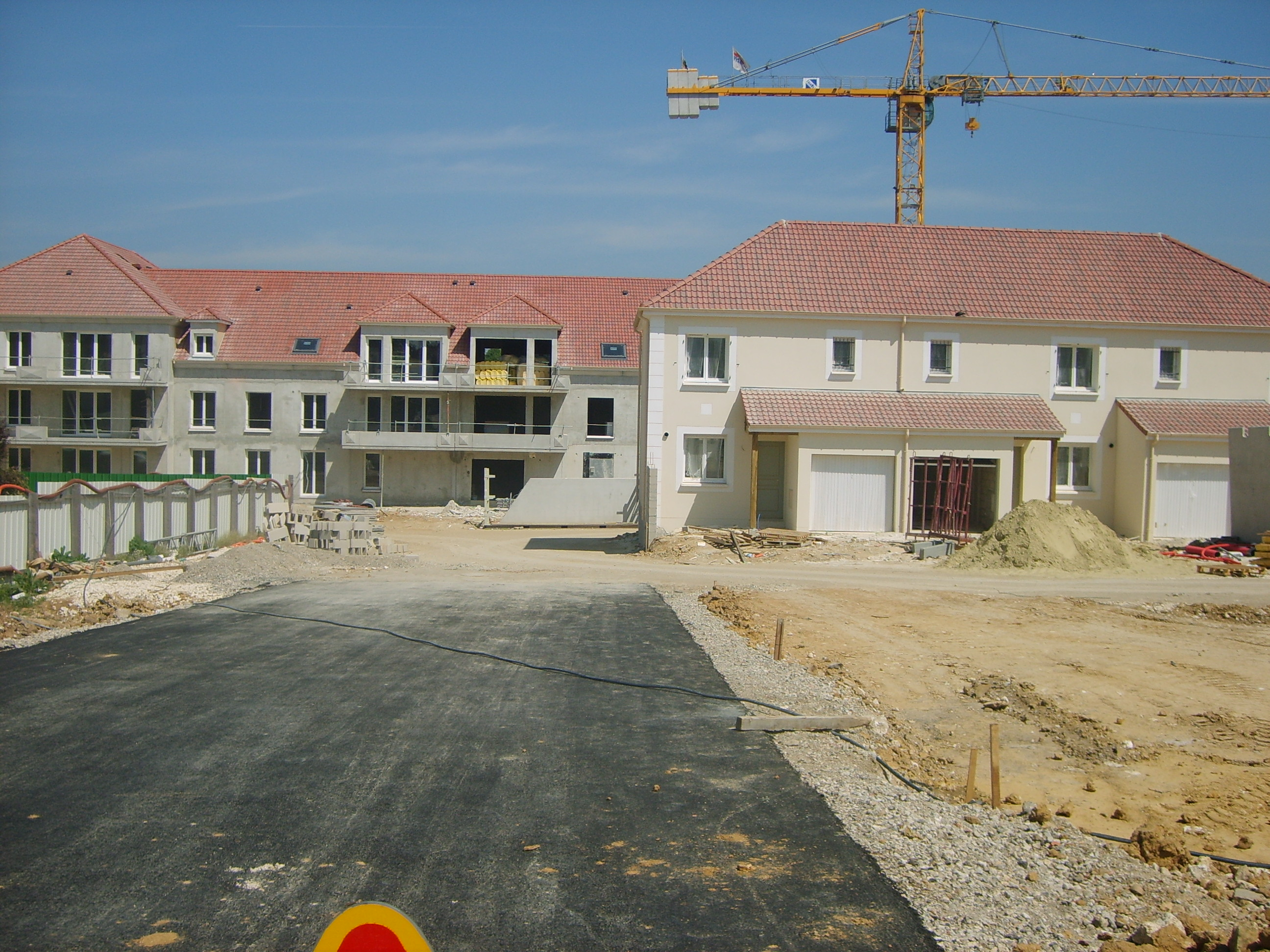
Rue des Écoles
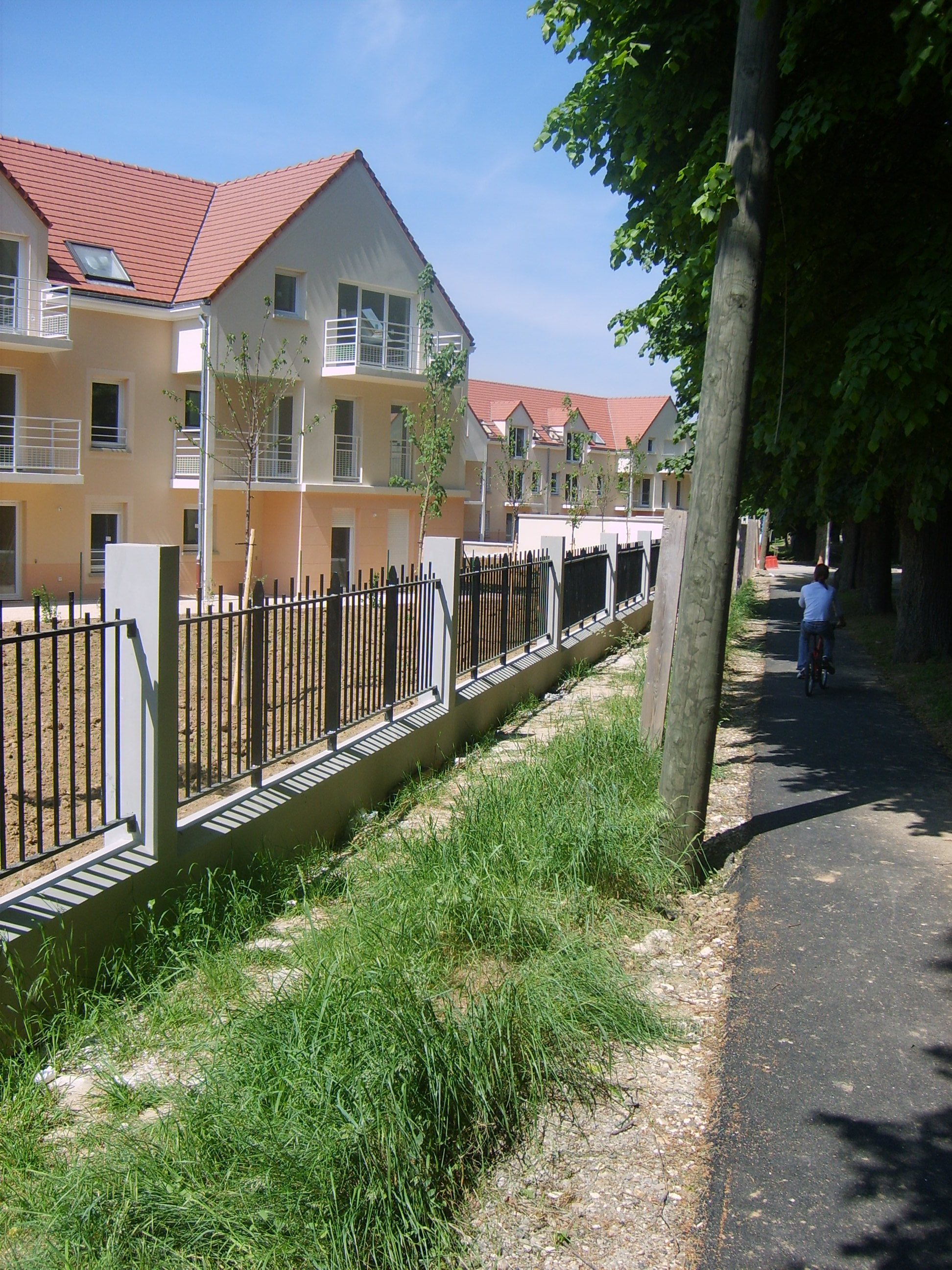
Portes de Brie
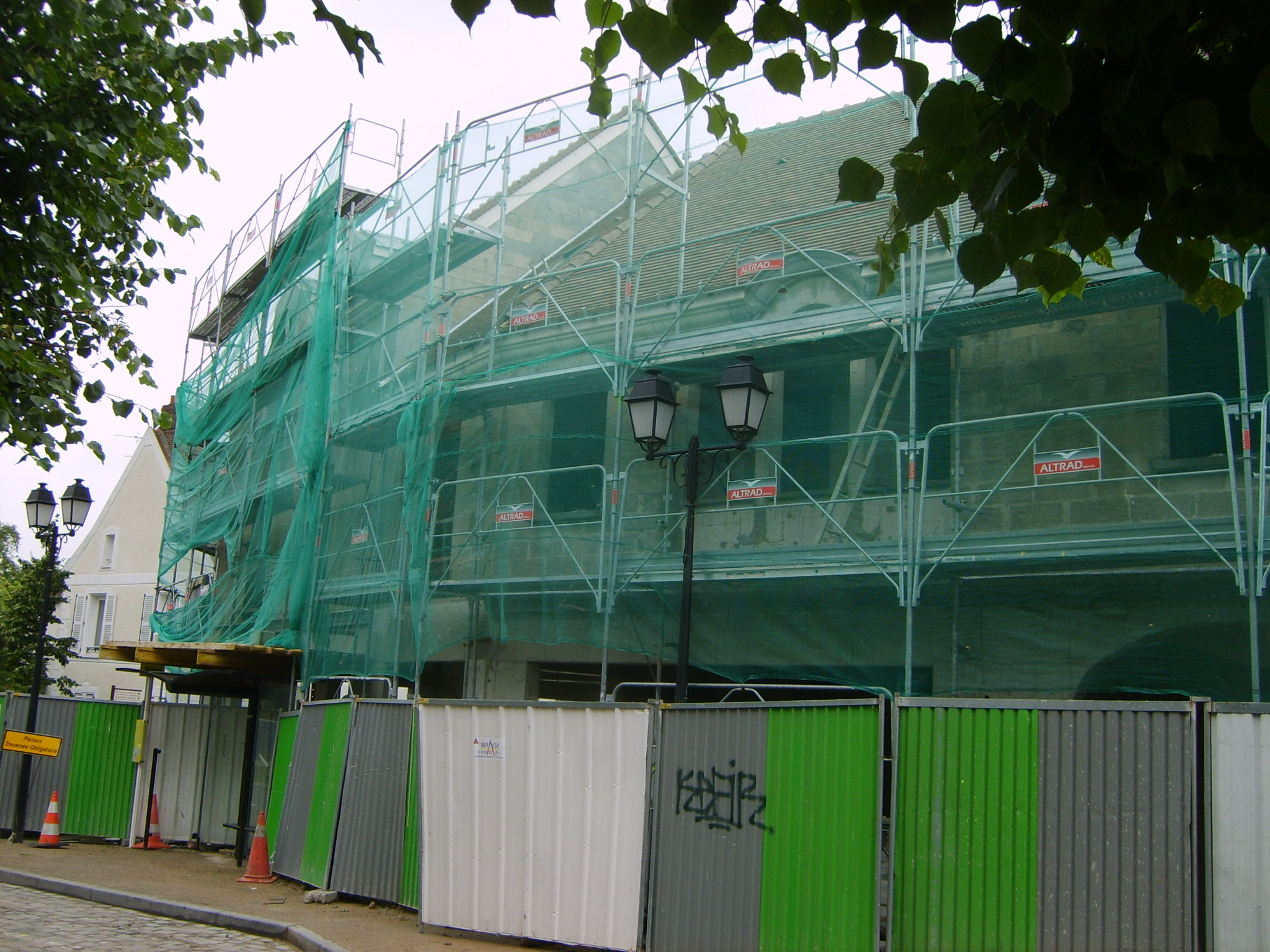
Clos de la Madeleine

### Geminação

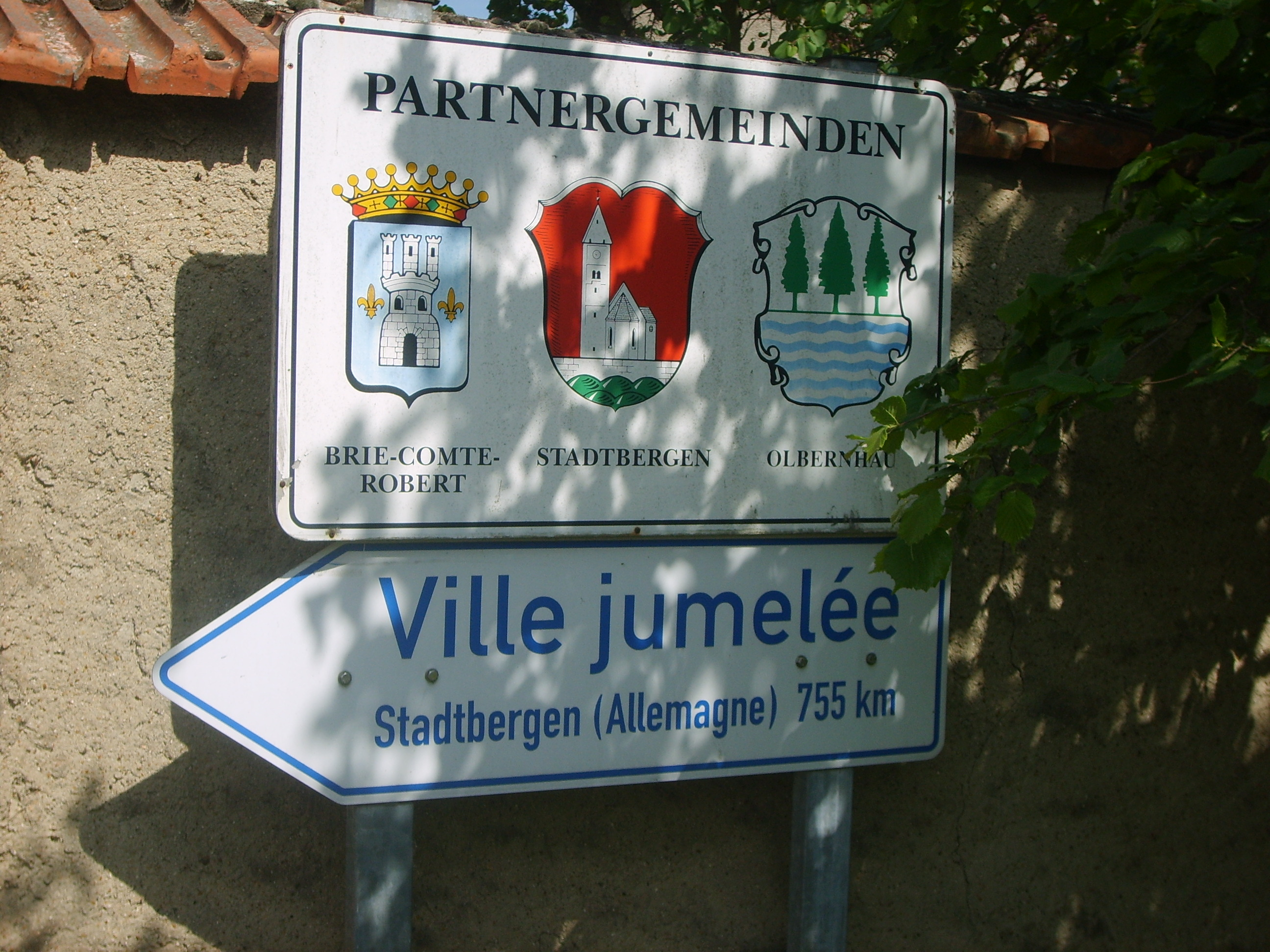
Placa da geminação com a Alemanha.

Desde 1987, a cidade de Brie-Comte-Robert está geminada com duas comunas da Alemanha e uma da Itália. Stadtbergen é uma comuna alemã com 14 000 habitantes a 750 km de Brie. Olbernhau é também uma comuna alemã com 12 500 habitantes, está localizada na região da Saxônia. Bagnolo Mella é uma comuna italiana com 12 000 habitantes, a 950 km de Brie, localizada na região de Bréscia.
- Stadtbergen e Olbernhau, Alemanha
- Bagnolo Mella, Itália

Há intercâmbios entre os jovens através de estadas linguísticas, mas também em encontros desportivos, culturais e familiares.
Em 2008-2009 a cidade de Brie-Comte-Robert tem um projecto de se geminar com um município português.

## Economia
A vantagem essencial do Parque Industrial de Brie-Comte-Robert, é que a sua situação estratégica e as suas infra-estruturas rodoviárias conferem-lhe directamente uma vocação económica forte :
- Ponto de passagem privilegiado entre o norte e o Sul da Île-de-France pela Francilienne.
- Acesso rápido a Paris e aos aeroportos parisienses Charles de Gaulle e Orly.
- Ligação à entrada Leste da Île-de-France para a Estrada departamental 319.
- Ligação à Francilienne pelo nó do Tubœuf.

Hoje, desenvolvem-se cerca de trinta novas empresas no parque industrial, integrando um pólo económico com mais de 300 empresas. O parque ocupa uma área de 60 hectares construído no prolongamento do tecido urbano de Brie-Comte-Robert, é caracterizado pela qualidade arquitectural das suas implantações.

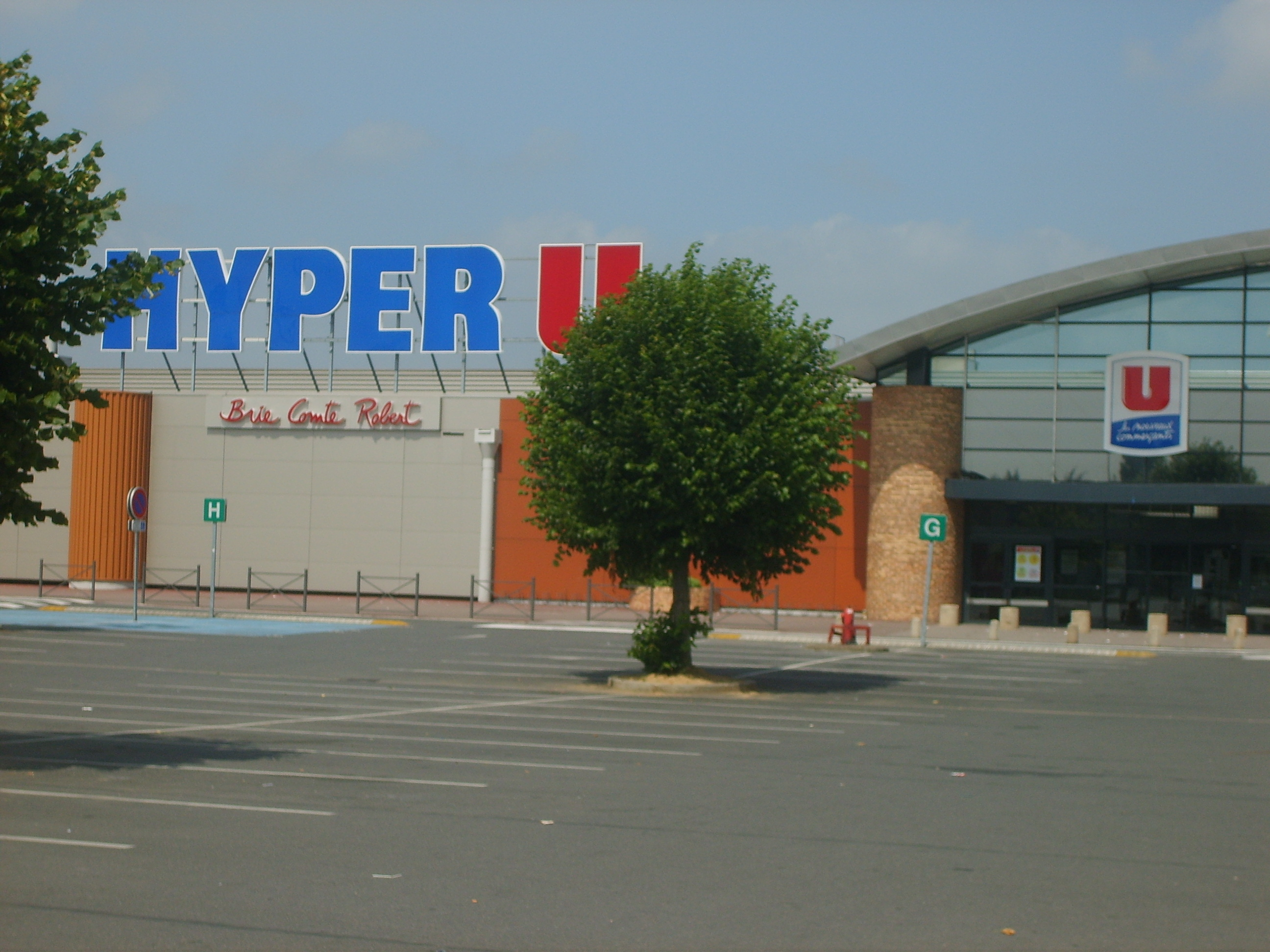
Centro Comercial Hyper U (Z.A)
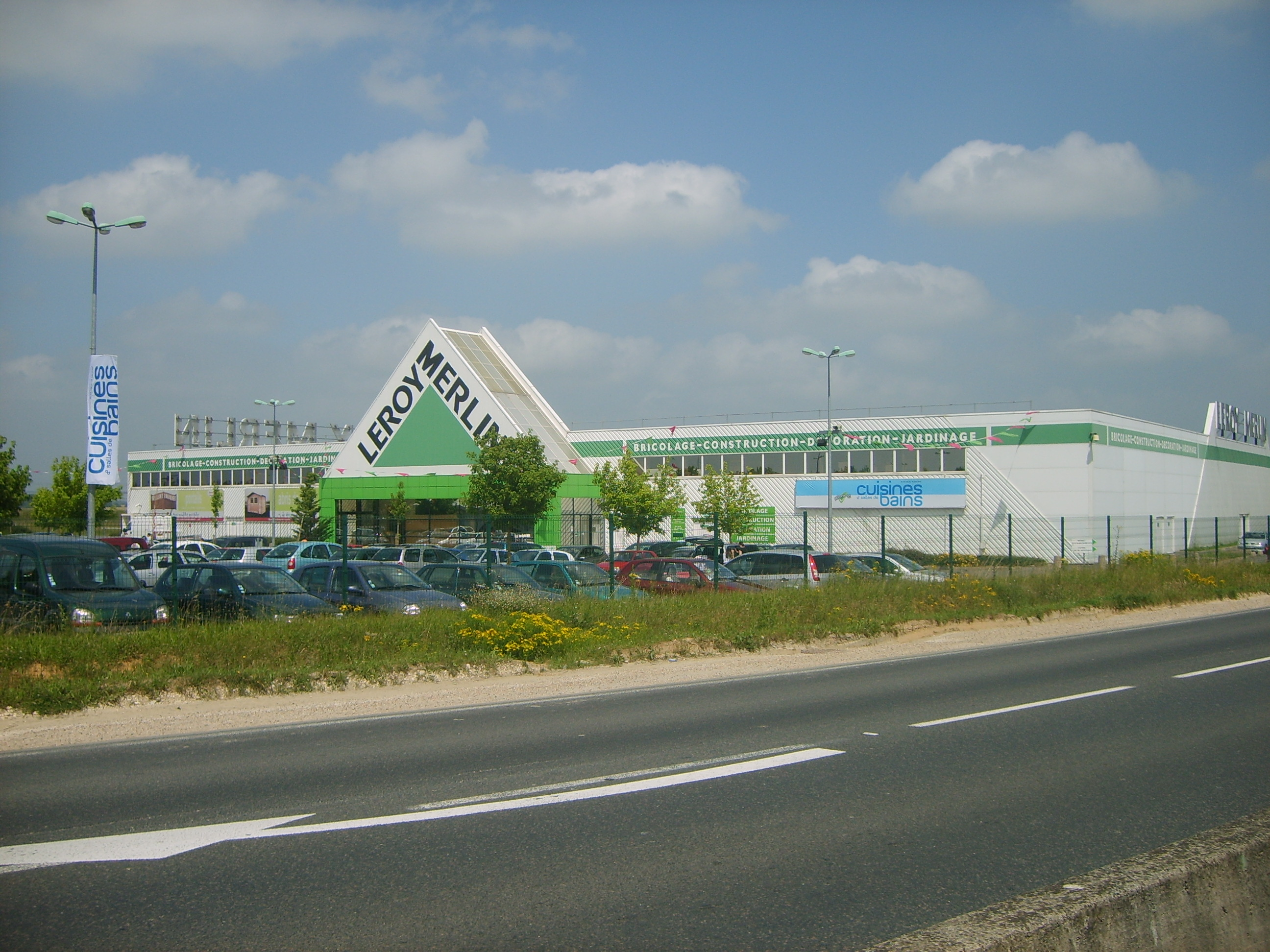
Loja Leroy Merlin (Z.A)
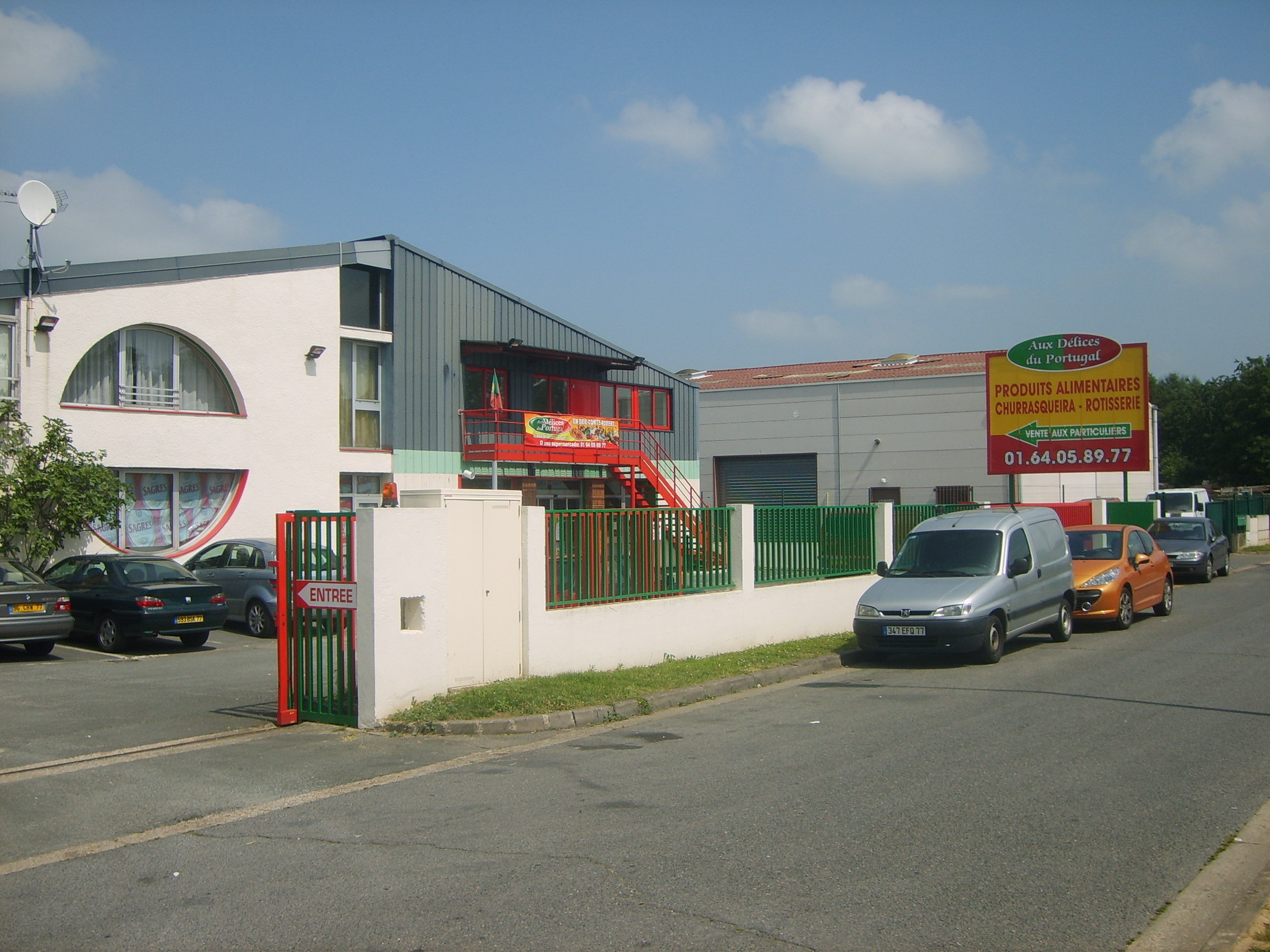
Supermercado português Aux délices du Portugal (Z.A)
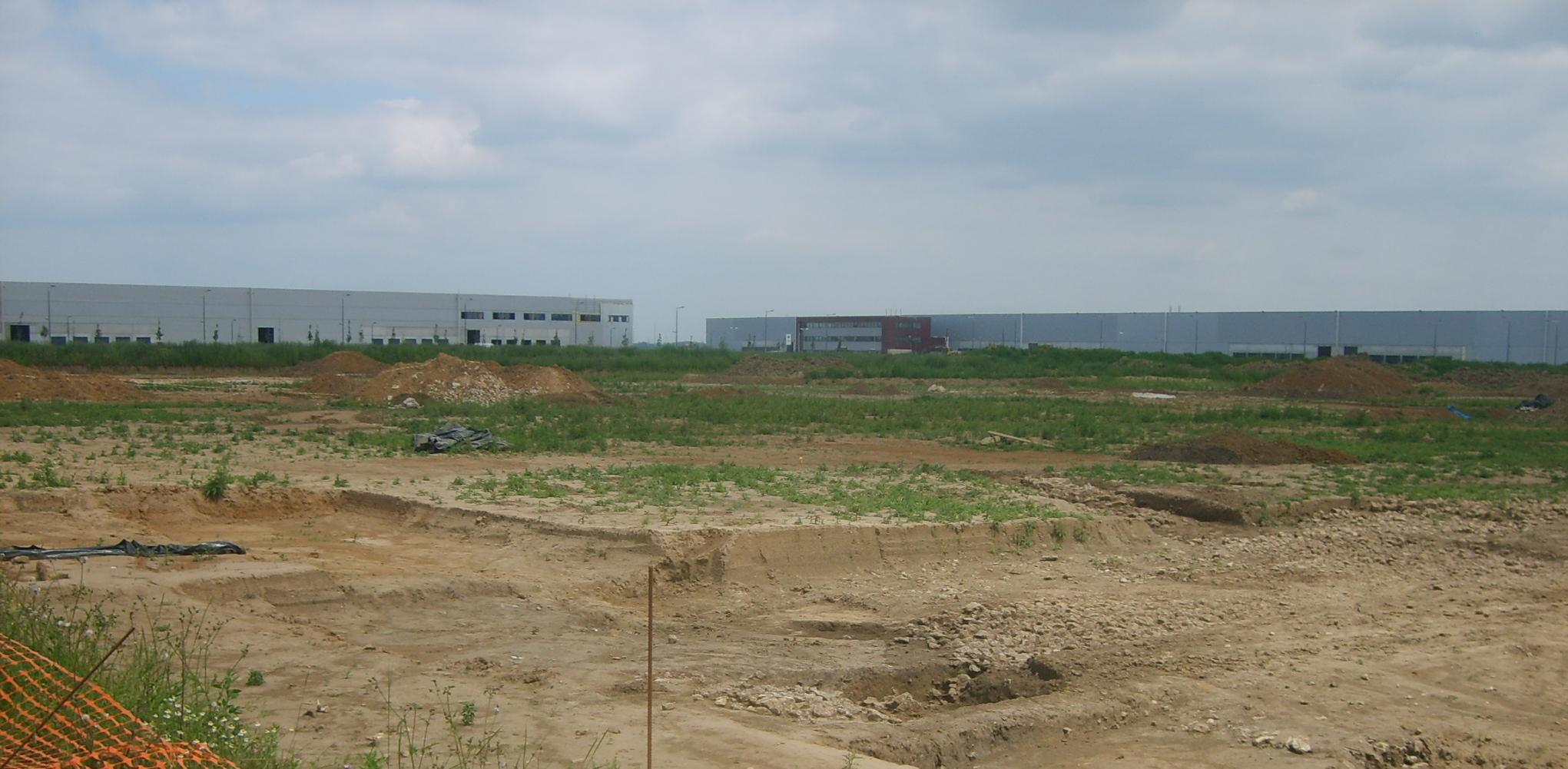
Nova zona industrial du Midi de la Plaine du Bois

## Património

### Igreja Santo Estêvão
Construída no século X ao pedido de Roberto II de Dreux, é dedicada a Santo Estêvão, primeiro mártir da cristandade. De estilo Gótico, comporta uma rosácea do século X acima do coro e magníficas esculturas.

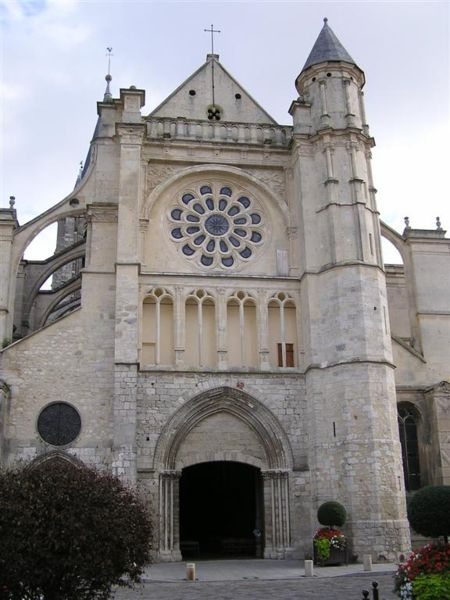
Fachada principal da Igreja
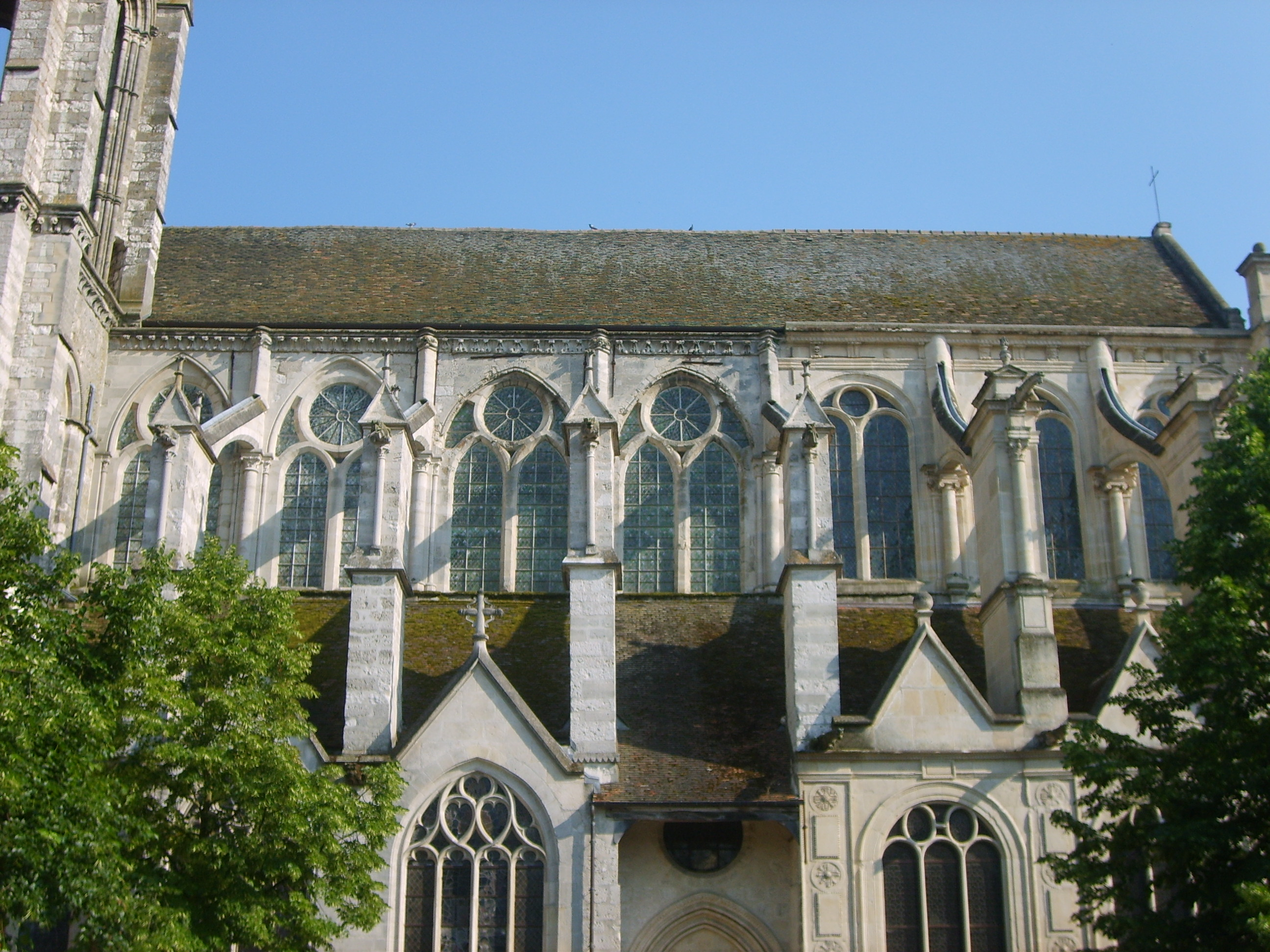
Vitrais da Igreja
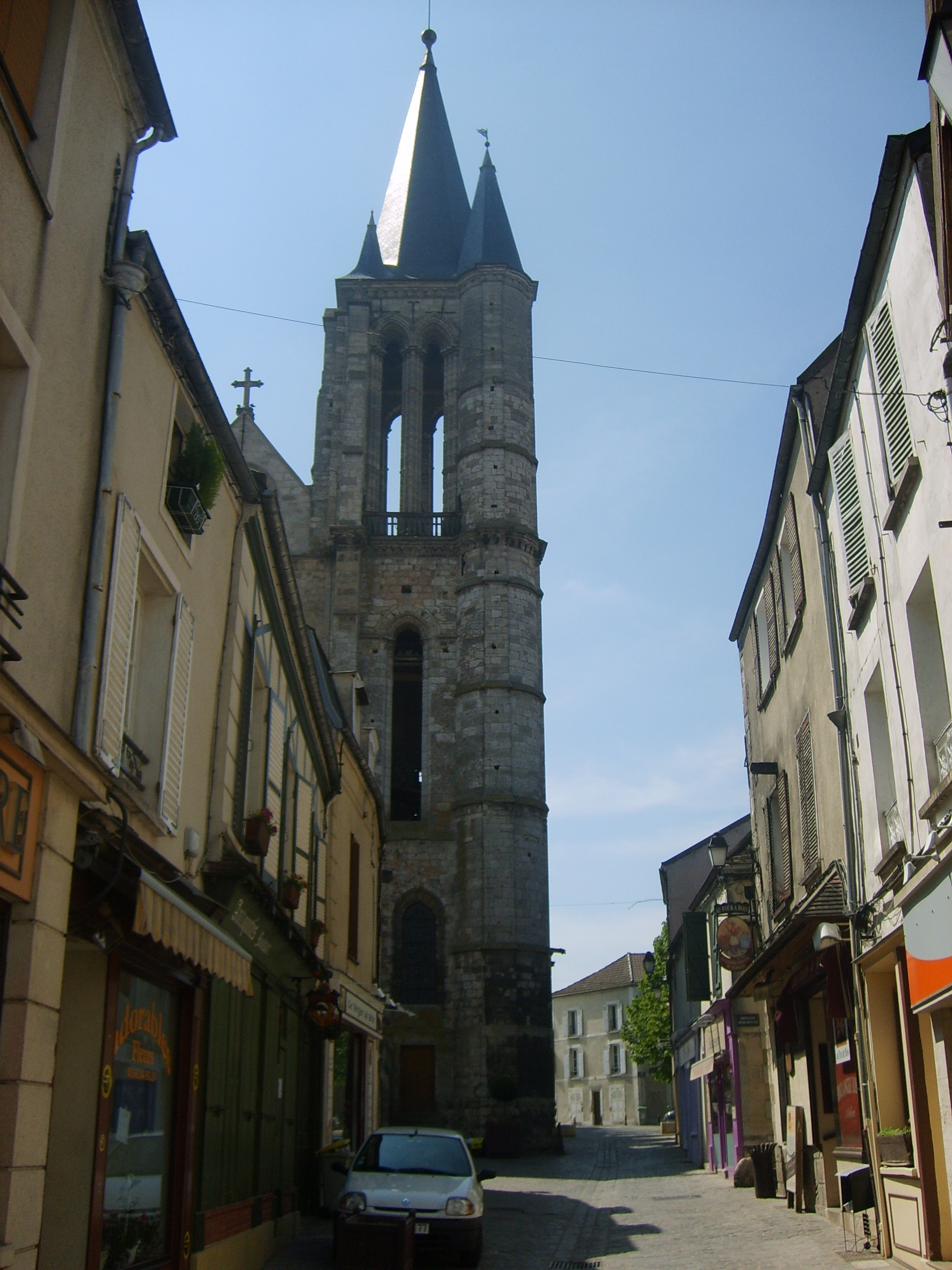
Torre do Sino
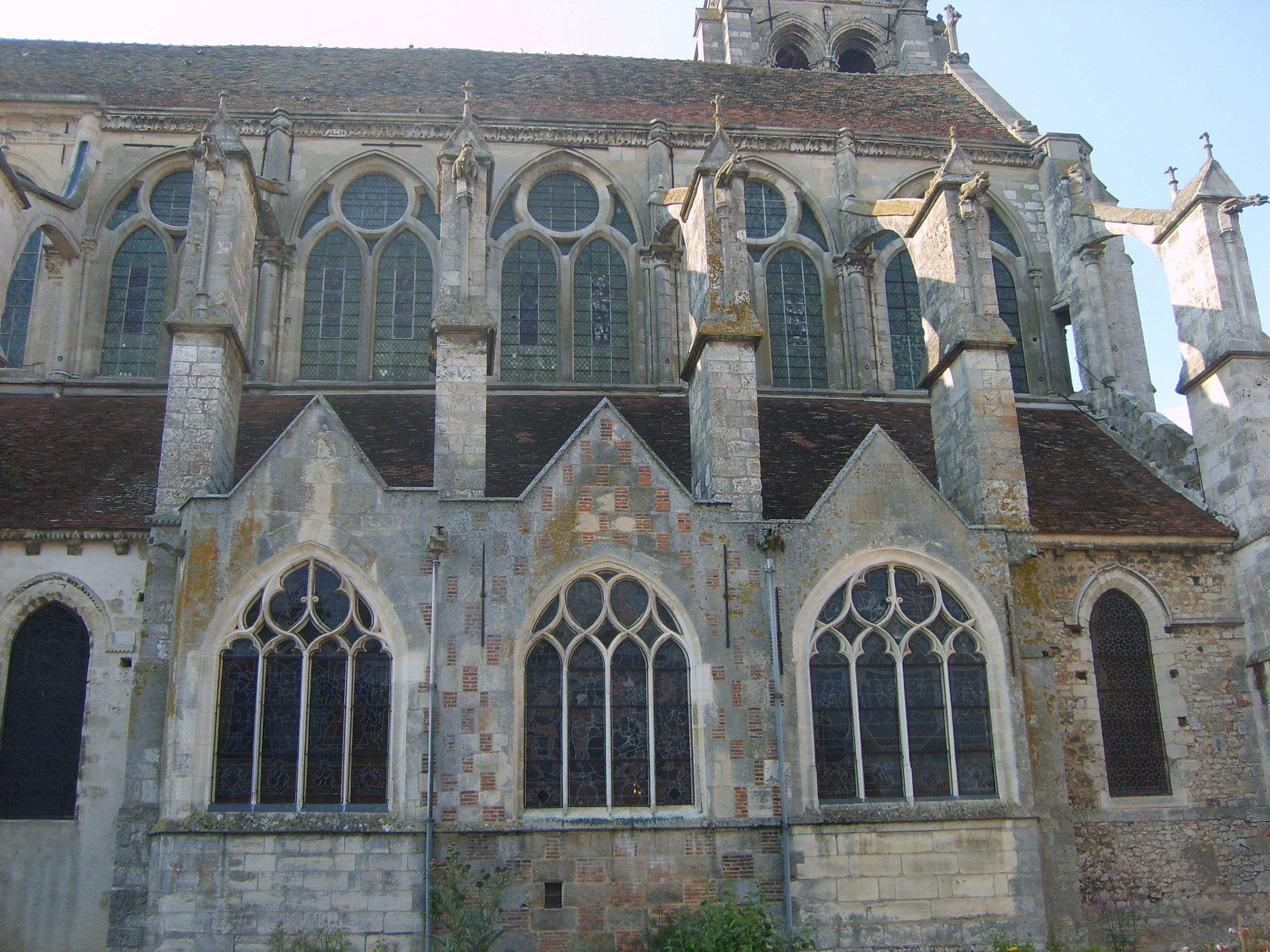
Vitrais da Igreja

A edificação, em estilo gótico, é singular, uma vez que se orienta num eixo nordeste-sudeste, ao invés dos seus congêneres, tradicionalmente orientados sobre o eixo leste-oeste.
Uma das possíveis explicações atribui esse fato à invocação do santo padroeiro, cuja festa é celebrada a 26 de Dezembro. Neste dia, o nascer do Sol coincide com o alinhamento do templo.
Outra singularidade é a sua torre sineira que, em vez de se encontrar sobre o pórtico do templo, encontra-se sobre a cabeceira. Por último, esta cabeceira é rematada por um plano reto, incomum para este período, quando a maioria das suas contemporâneas o são por um plano semi-circular. Esta torre, que domina a cidade, pode ser vista de longe sobre a planície de Brie.
Além disso, o templo exibe uma bela rosácea acima do pórtico, magníficas esculturas em pedra e em madeira, e os seus arco-botantes são ornados com gárgulas.

### Castelo de Brie Comte Robert
A construção do castelo remonta ao final do século XII, quando Roberto I de Dreux, irmão de Luís VII da França, era senhor de Brie. Vestígios arqueológicos, elementos decorativos e a técnica de construção, confirmam este período construtivo.
O castelo e seus domínios permaneceram na família de Dreux até que, em 1254, passaram para a família de Châtillon. Por dote e heranças sucessivos, pertenceram a Margarida de Artois e a sua filha, Joana d'Évreux (1310-1371).

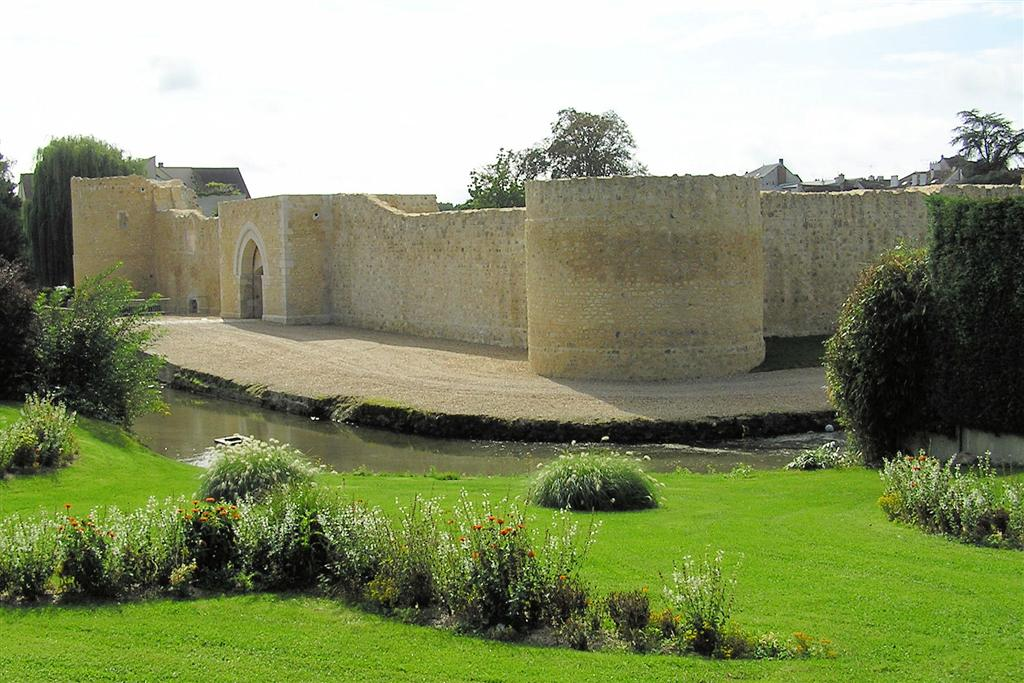
Vista desda estrada nacional de Brie
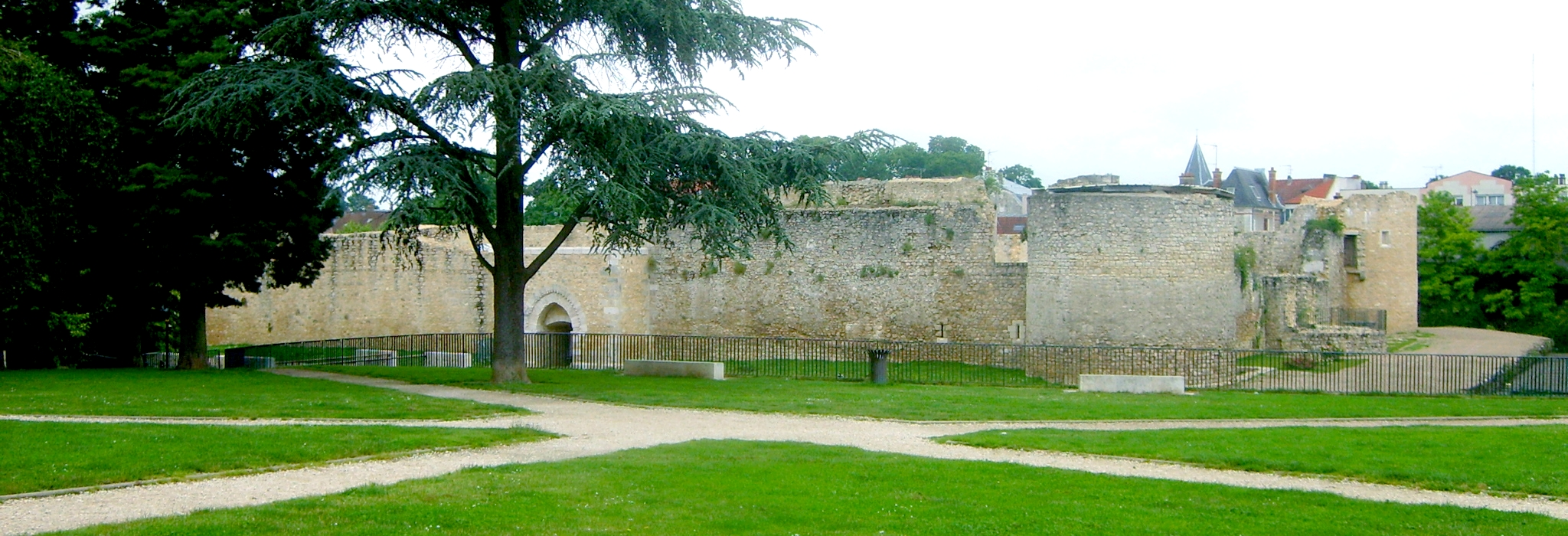
Vista desdo centro cidade
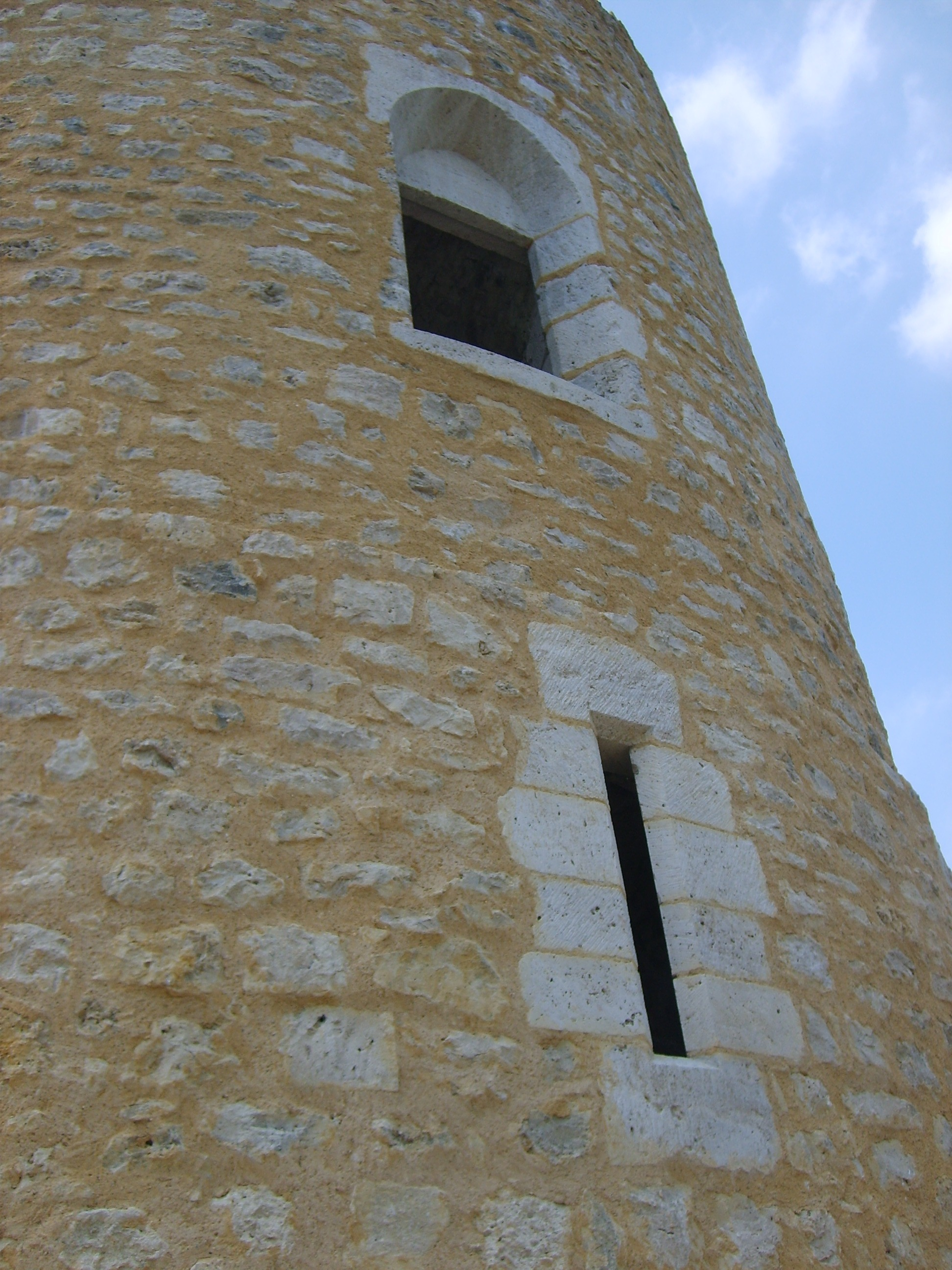
Torre Leste
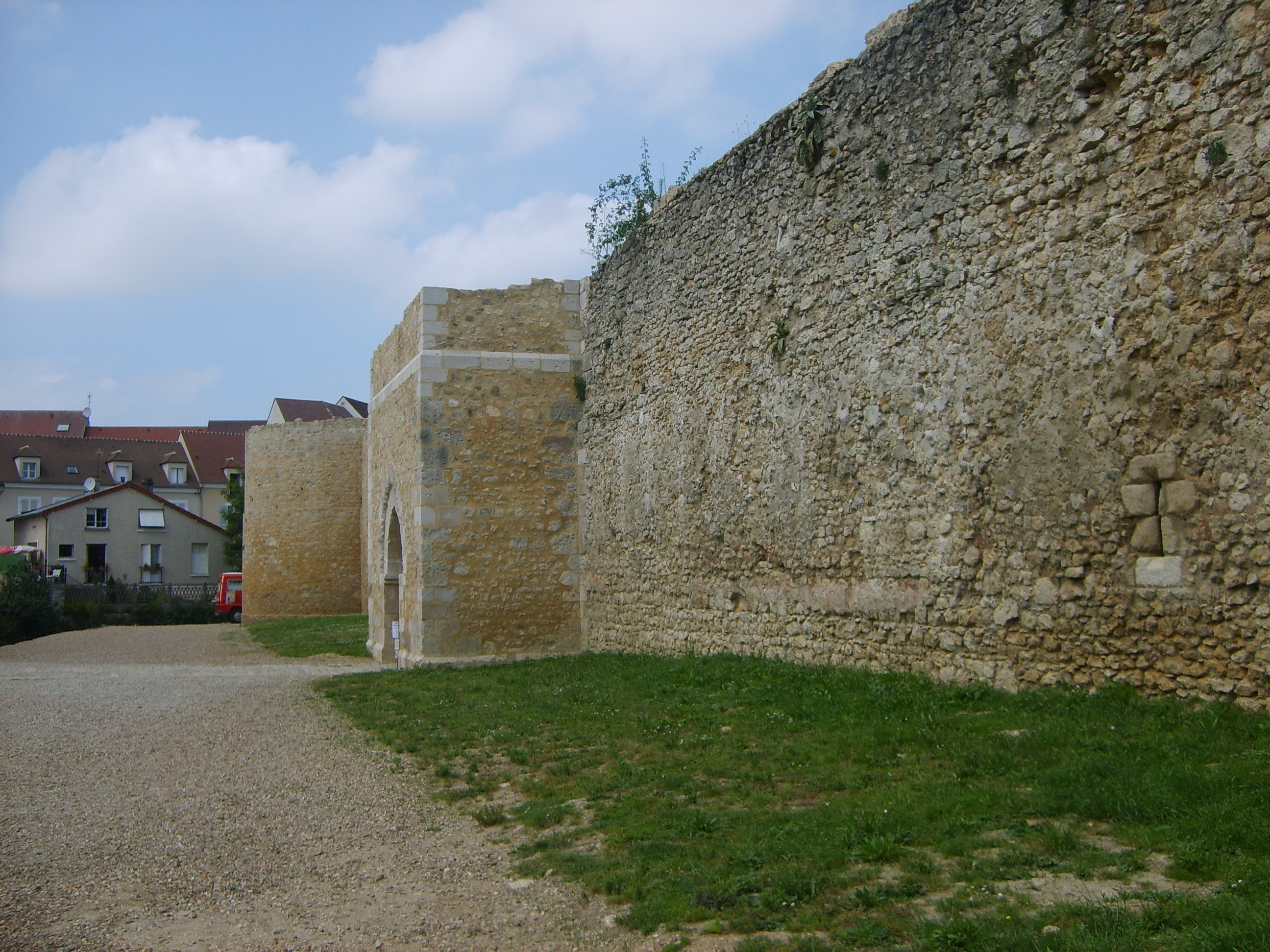
Porta de Brie

Foi recuperado pela municipalidade da cidade em 1803, o castelo foi revendido em 1813. Em 1879, um dos seus proprietários privados que se sucederam no período, fez demolir o que subsistia da Torre Saint-Jean para construir uma nova edificação. Posteriormente, acréscimos maciços de terra vegetal transformariam o terreiro e os jardins numa imensa horta.
A municipalidade recuperou o castelo em 1923 e fê-lo classificar como Monumento Histórico em 1925.
Nos nossos dias, a partir de 1982, a municipalidade empreendeu um programa de revalorização do sítio, no qual se insere uma estação arqueológica.
A partir de 2003 iniciou-se um vasto projeto de intervenção de conservação e restauro do castelo, com a remontagem das cortinas a mais de seis metros de altura, a restauração da Torre de Brie, assim como a demolição da edificação do final do século XIX, permitindo a reconstrução parcial da Torre Saint-Jean, de acordo com os estratos arqueológicos
Dentro do recinto, a construção de uma edificação contemporânea, o Centro de Interpretação do Património, permite à Associação dos Amigos do Velho Castelo conceber e gerir uma exposição permanente do sítio e promover atividades pedagógicas.

### Hotêl-Dieu
Como todos os chamados hospitais, tinha a função de lugar de pouso, na cidade, para os mercadores e viajantes que atravessavam a região. Acredita-se que a sua primitiva edificação remonte ao século X. Posteriormente serviu como hospital para os enfermos e necessitados, e como convento.

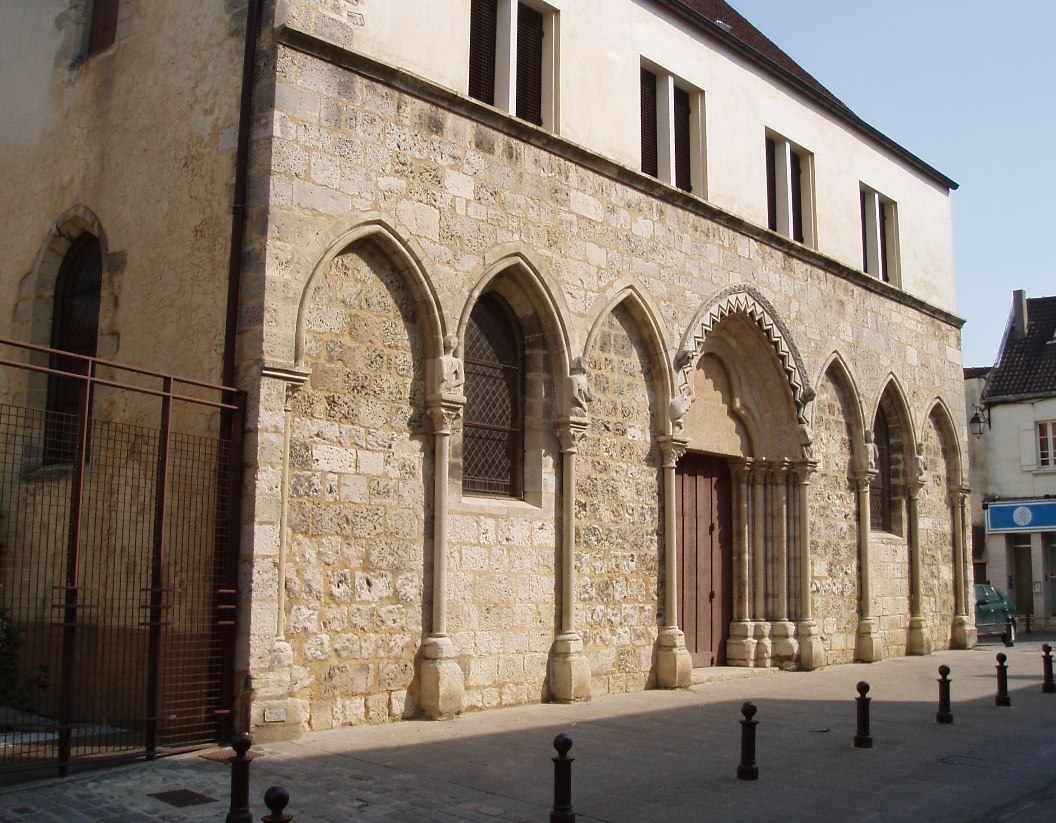
Vista da fechada do monumento
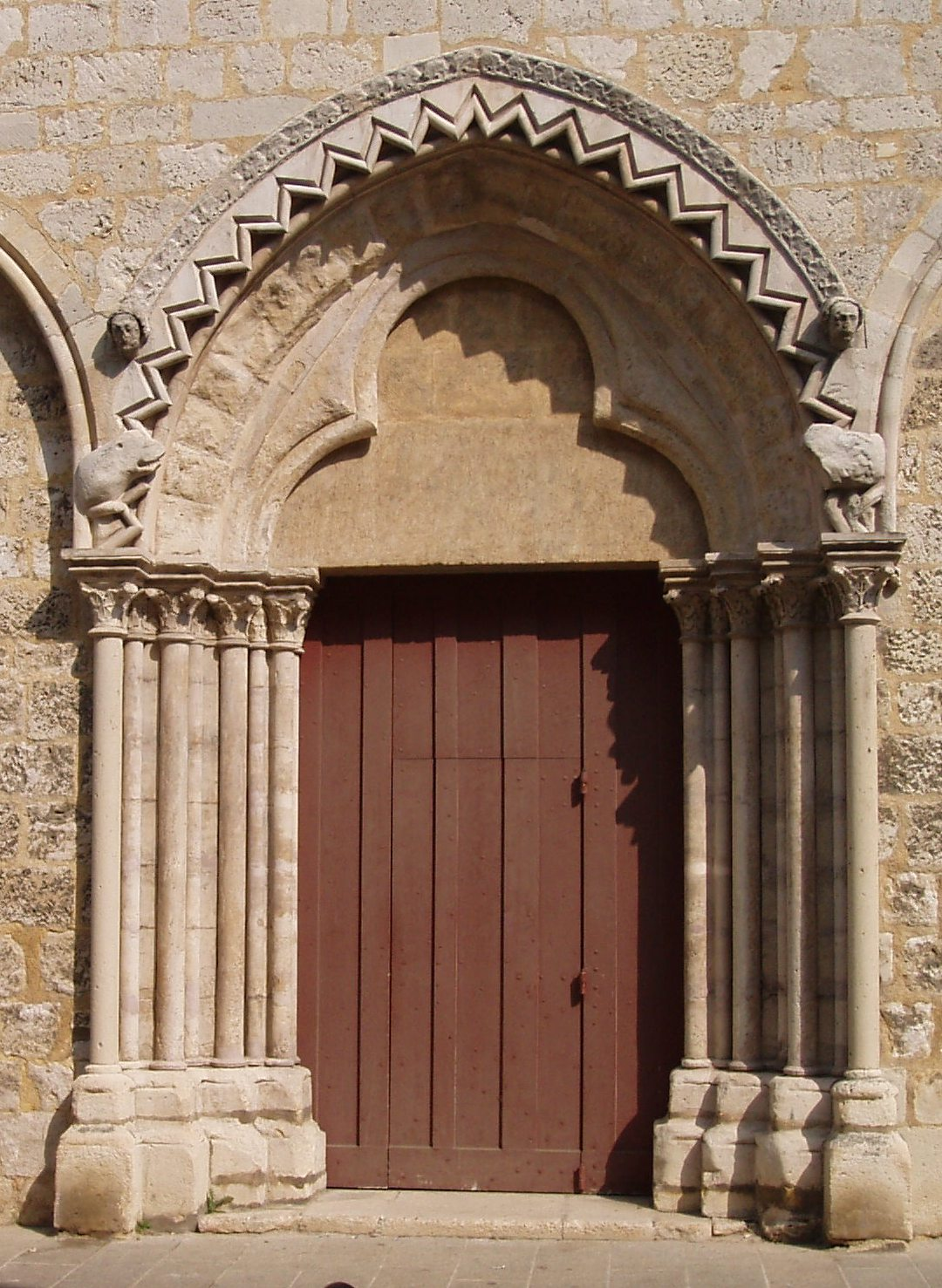
Antiga Porta do monumento
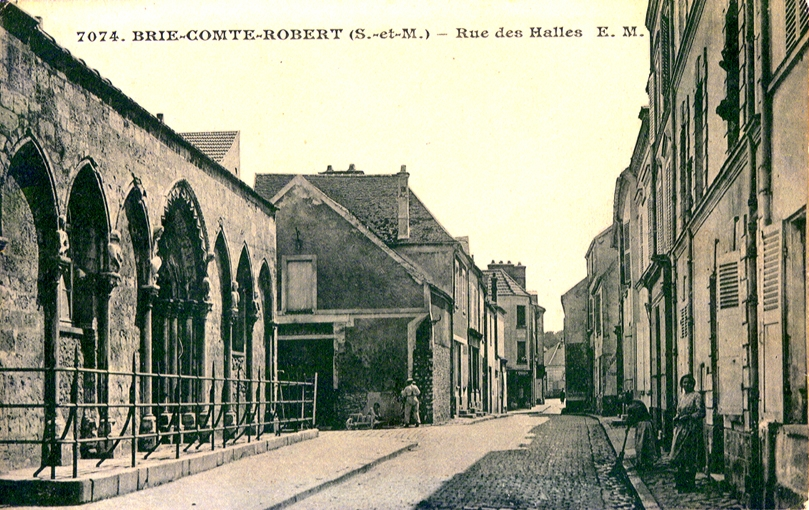
Vista do monumento em 1900

Objeto de reconstrução recente, foi respeitada a sua fachada, em estilo gótico, com sete arcos. Atualmente, as suas dependências são utilizadas como salas de exposição. Durante a Primeira Guerra Mundial foi novamente utilizado como hospital.

### Parque François Mitterand
O parque François Mitterrand é um parque situado a cinco minutos do centro da cidade. Tem dois lagos, uma floresta, três grandes terrenos com gramado e um terreno de futebol. É o lugar de passeio para os habitantes de Brie-Comte-Robert e para os turistas que podem praticar BTT e passeios pedestres. O parque acolhe anualmente um festival europeu de papagaios.
O parque tem uma área cerca de 40 hectares. Está situado junto ao Liceu Blaise Pascal e das estradas nacionais 19 e 104.

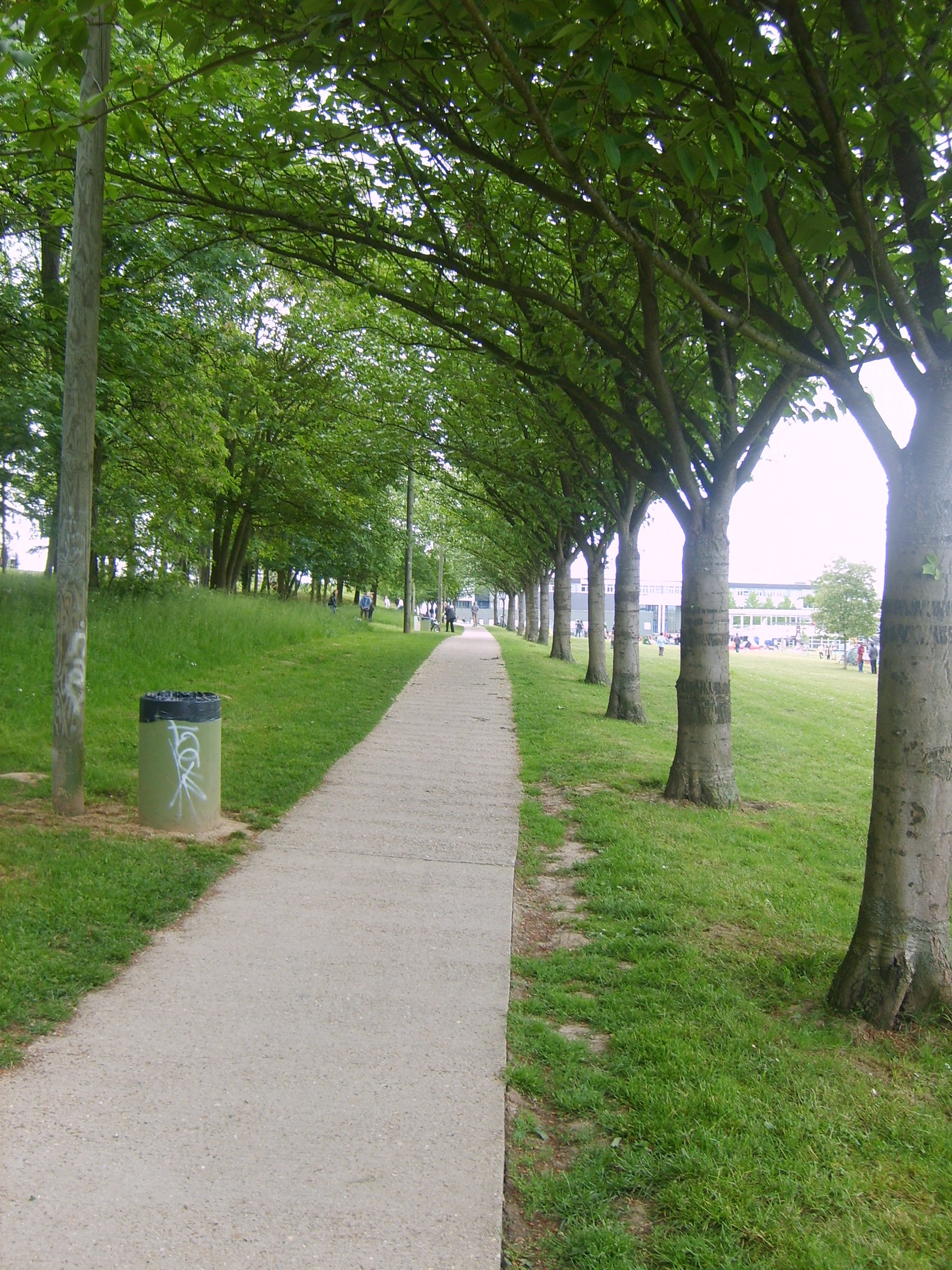
Caminho principal
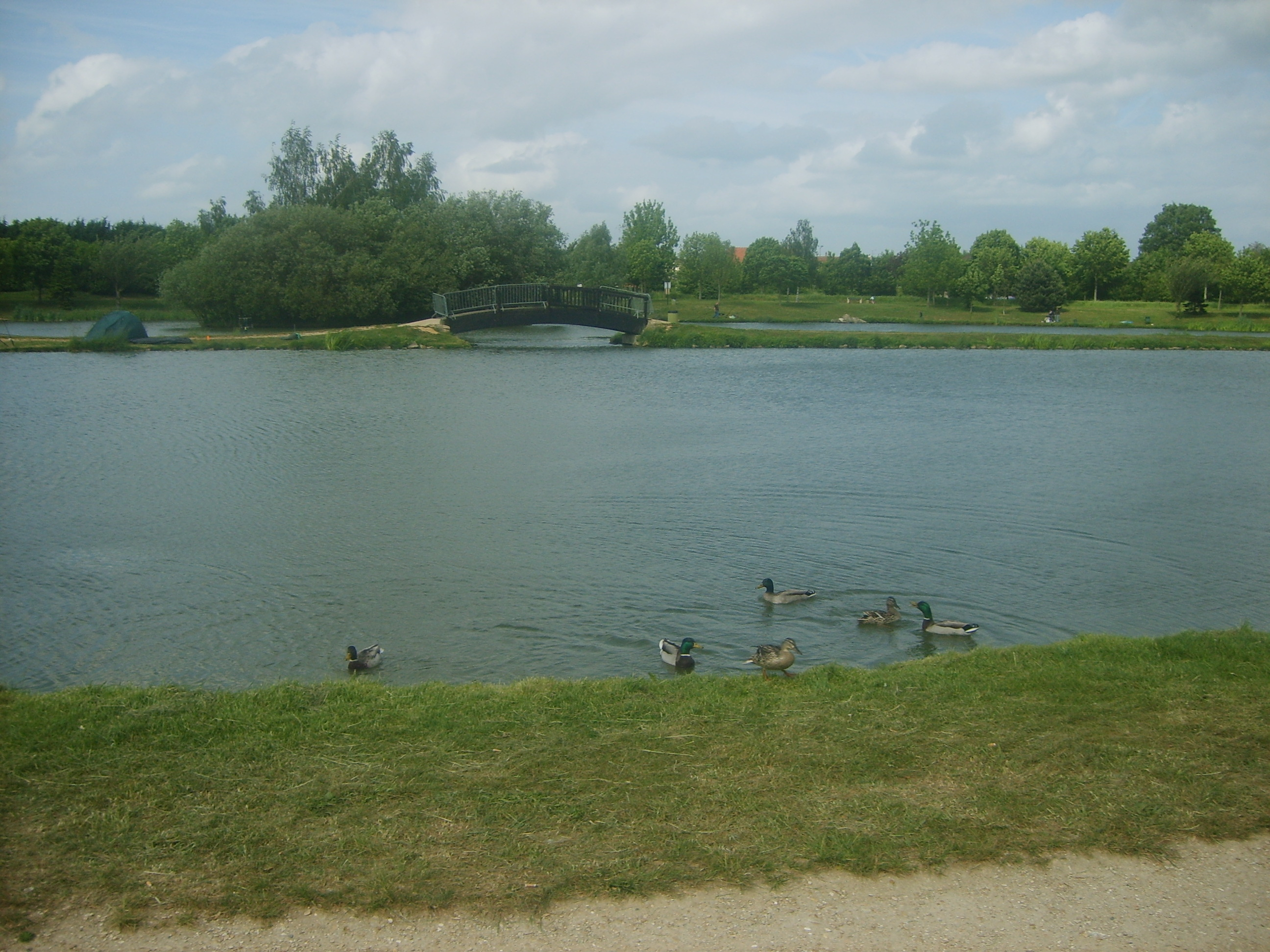
Os lagos
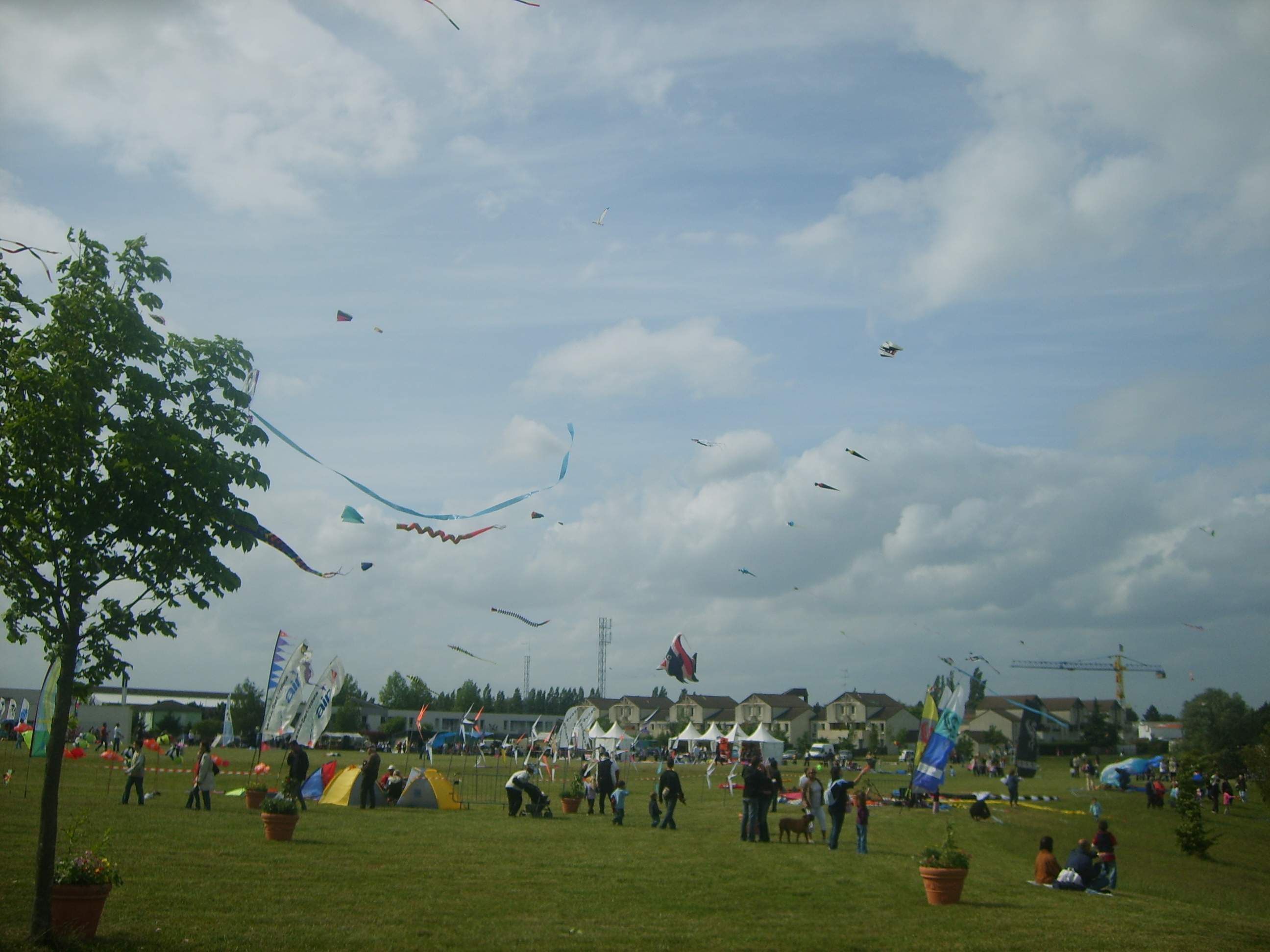
Festival europeu de papagaio

### Chemin des Roses
No princípio o caminho chamava-se Chemin vert (Caminho verde) e foi inaugurado em 1993, constituindo-se num percurso de terra com cerca de 10 km, entre Brie-Comte-Robert e Coubert, apropriado para caminhadas e ciclismo. Foi estabelecido sobre o leito da antiga via férrea que ligava as estações de Bastille a Verneuil-l'Étang, destacando-se pelas várias espécies de árvores que o rodeiam.

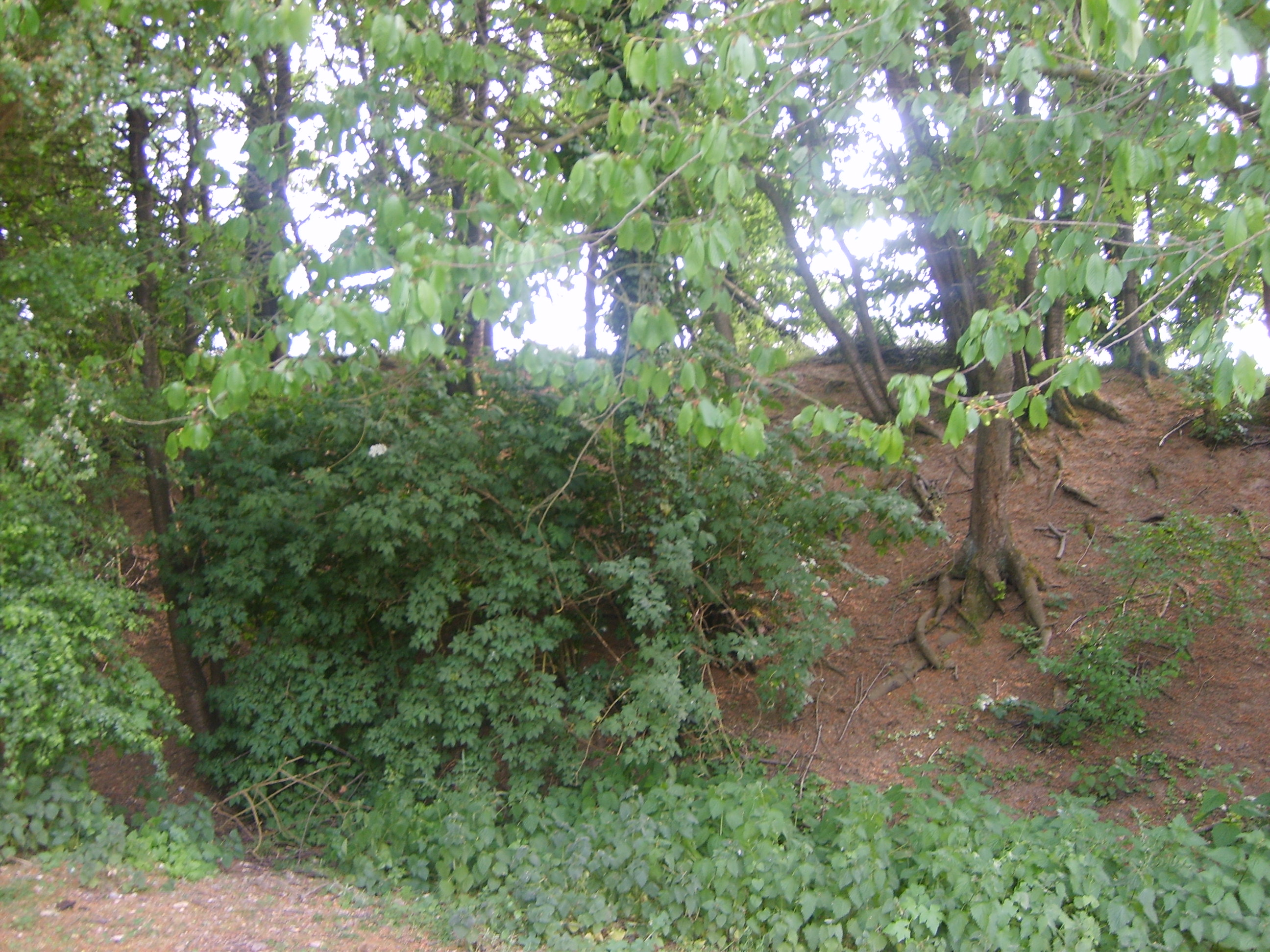
Borda do Caminho
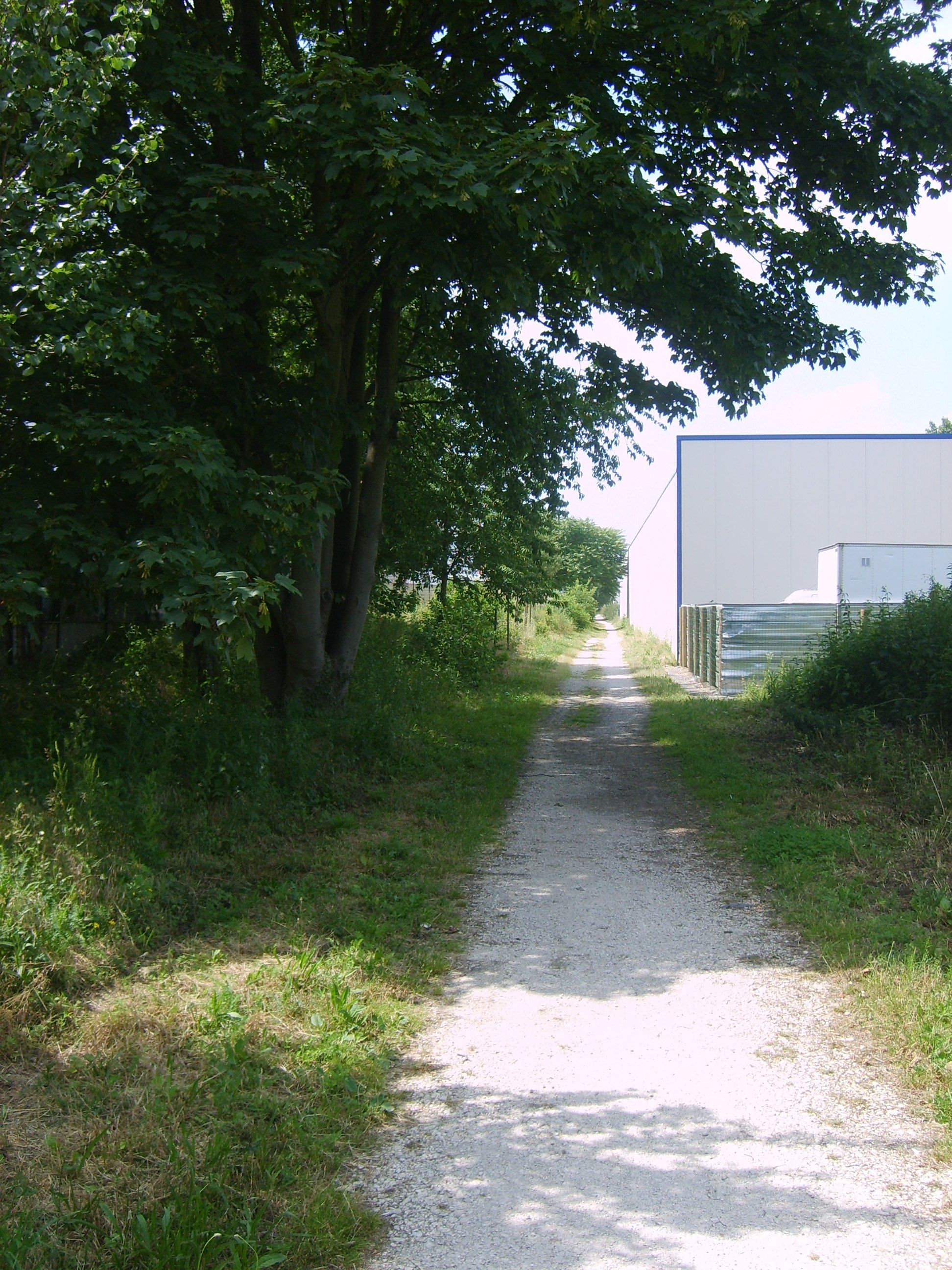
Entrada desda zona industrial de Brie
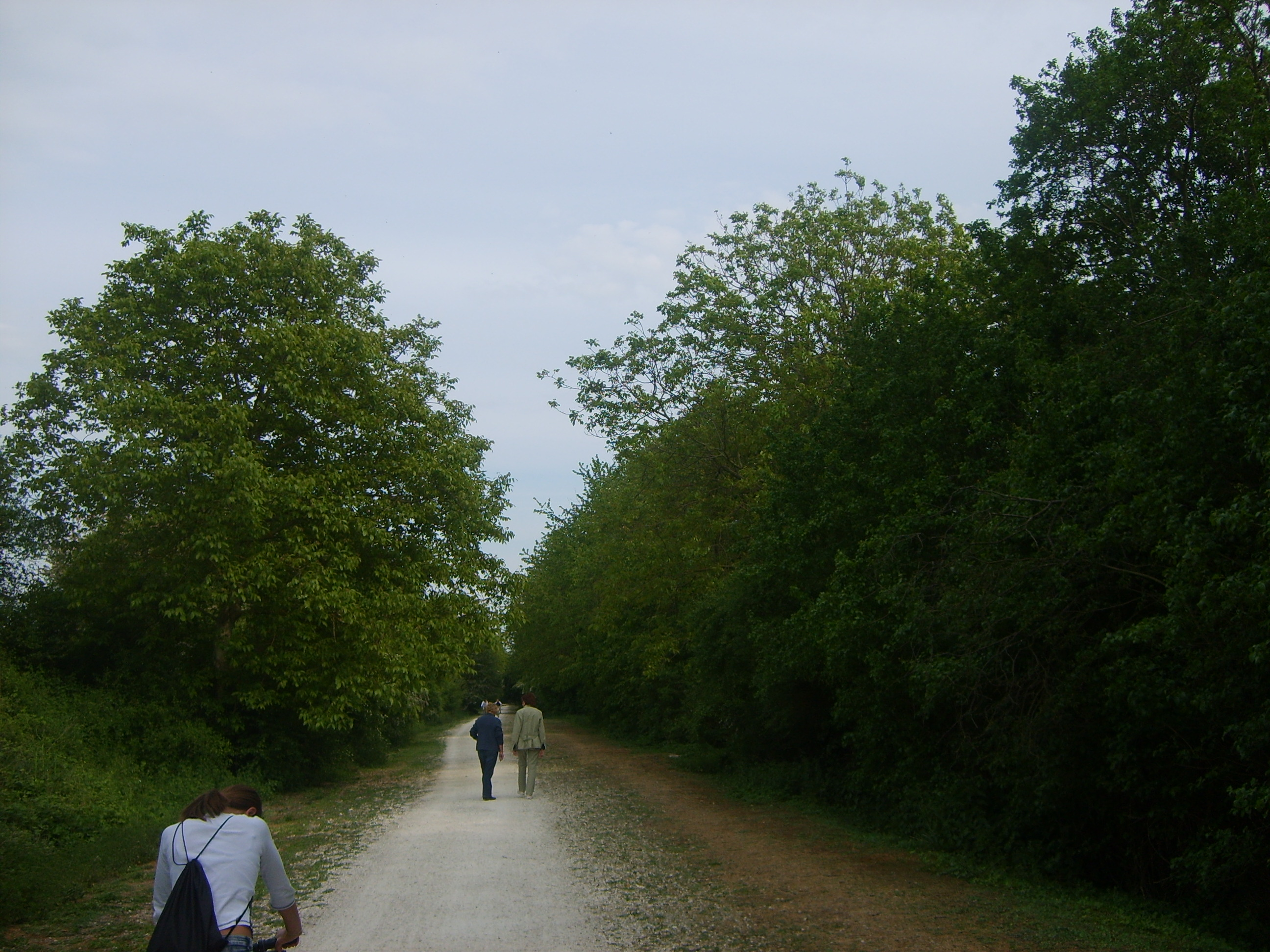
O Caminho no lado de Brie-Grisy

Depois o caminho foi rebaptizado Caminhos das Rosas, indo da comuna de Servon até Coubert.

## Transportes

### Transportes rodoviários

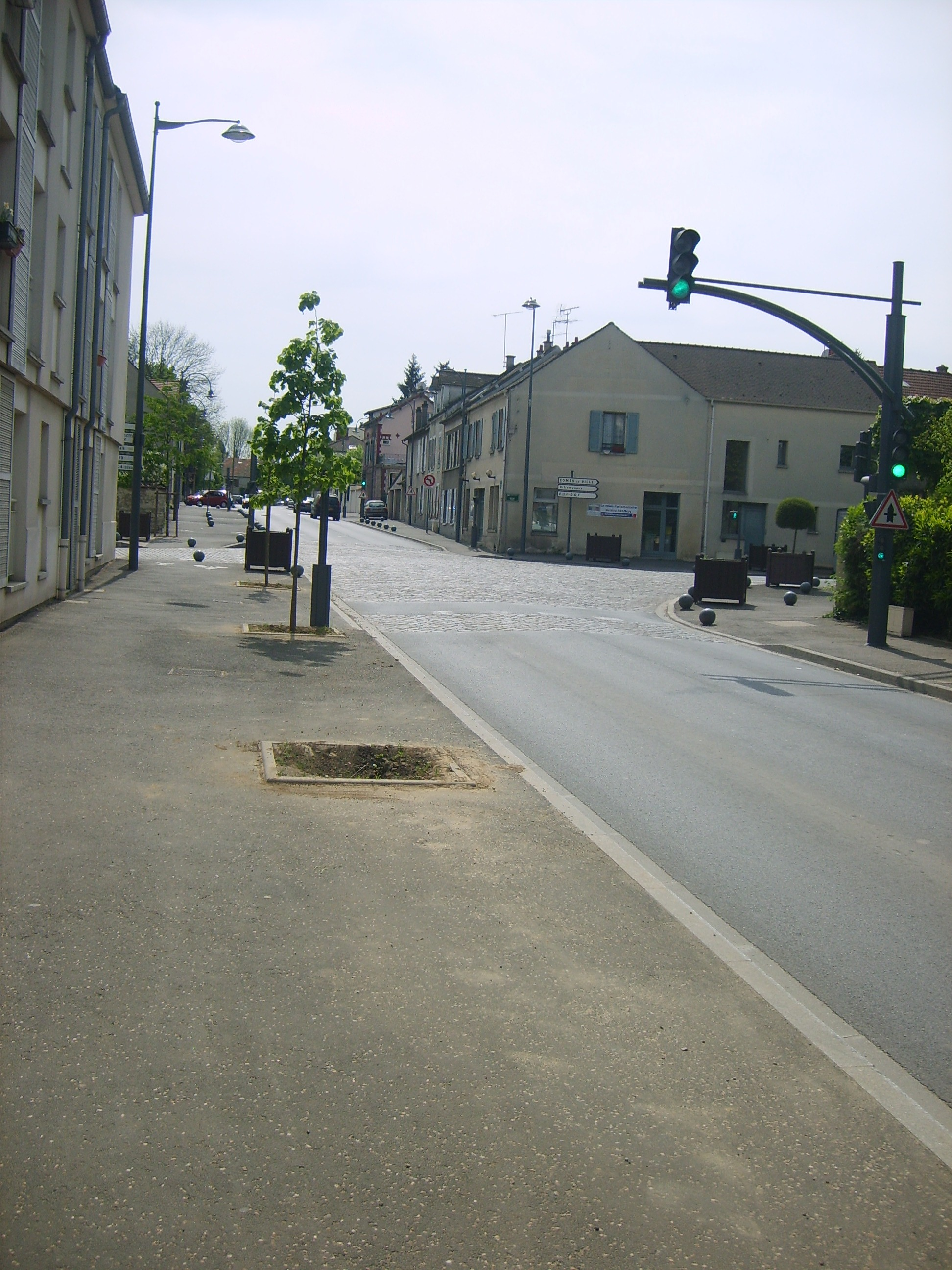
Estrada departamental 50.

Brie-Comte-Robert é atravessada por várias estradas departamentais :
- A Estrada departamental 319 : A RD319 é a antiga estrada nacional 19, sendo atravessada por mais de 12 000 carros por dia, tornando-a bastante poluída. Está projectada uma estrada de derivação que  vai reduzir o trafico de 20%.[32]
- A Estrada departamental 216 : A RD216 é uma estrada departamental que liga Brie-Comte-Robert a Coulommiers.
- A Estrada departamental 50 : A RD 50 é também uma estrada departamental, liga a cidade de Brie-Comte-Robert à cidade de Saint-Sauveur-sur-École, esta estrada liga também nas cidades de Sénart (Combs-la-Ville, Lieusaint).

A cidade é também atravessada por duas grandes estradas nacionais :
- A Estrada nacional 19 : passava antigamente em Brie, mas foi renomeada Estrada departamental 319 para interditar o tráfego aos camiões.
- A Francilienne ou Estrada nacional 104 : Esta estrada é muito importante, começa em Noisiel e acaba em Marcoussis.

### Transportes ferroviários

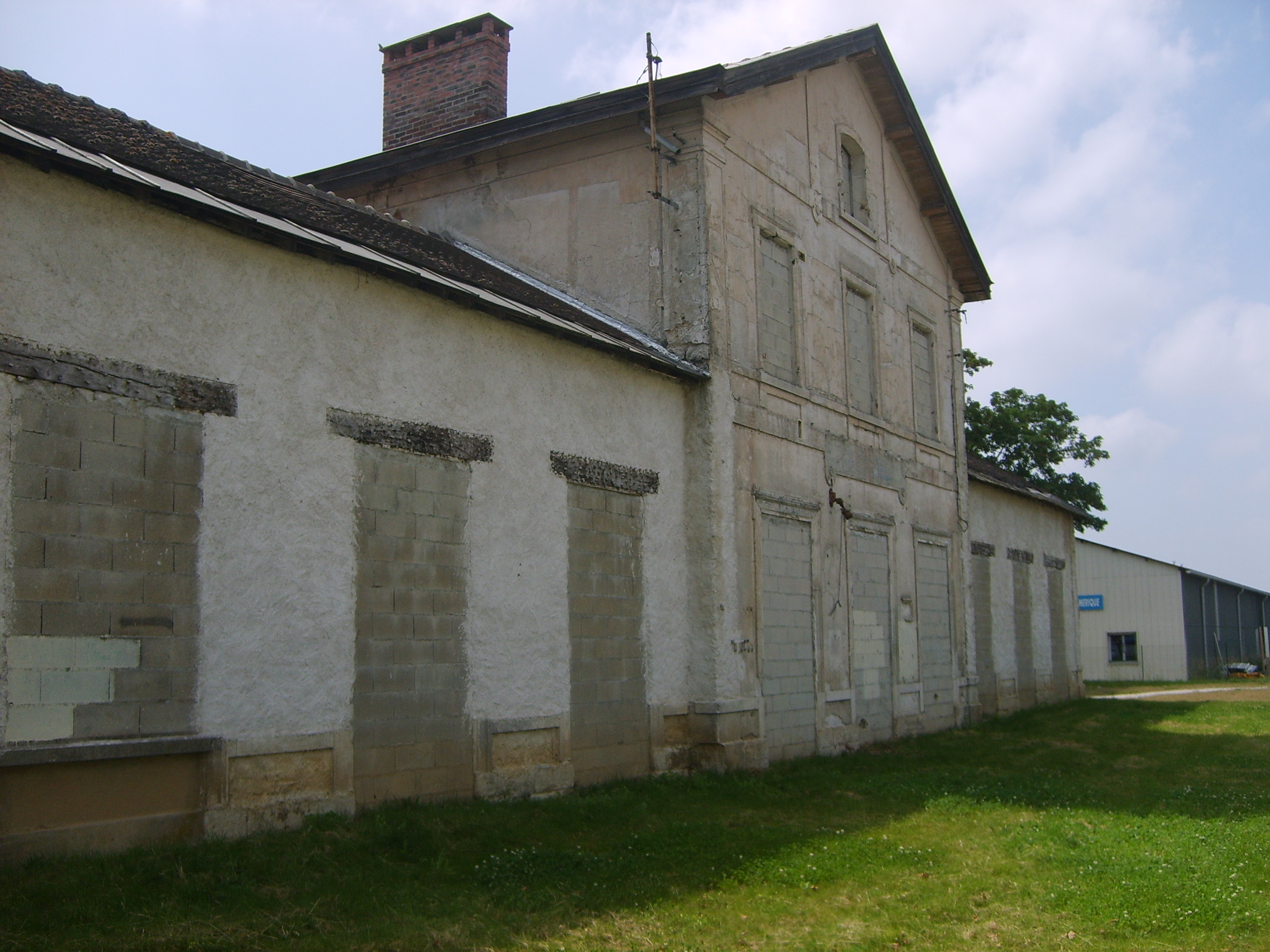
Estação ferroviária.

Brie-Comte-Robert foi muito tempo servido pela linha de Vincennes, que ligava a estação de Bastille a Verneuil-l'Étang. Hoje, esta via foi tomada até Boissy-Saint-Léger pelo RER A, e a plataforma que ligava a linha de Limeil-Brévannes a Brie-Comte-Robert foi tomada parcialmente pelo LGV Sudeste.
Quando da inauguração desta linha pretendia-se estabelecer uma estação do TGV em Brie-Comte-Robert, mas este projecto foi abandonado.
Actualmente desactivada, a antiga estação de Brie está num projecto experimental de restauração ligado ao desenvolvimento sustentável e da economia de energia.

### Transportes rodoviários
A cidade é servida por uma rede de transporte urbano. A empresa responsável desta rede é o Réseau Arlequin.
| Ligne | Tracé des lignes régulières                                                                   |
| ----- | --------------------------------------------------------------------------------------------- |
| 6     | Chevry-Cossigny ⇐> Brie-Comte-Robert ⇐> Évry-Grégy-sur-Yerres ⇐> Melun                        |
| 7     | Combs-la-Ville ⇐> Brie-Comte-Robert                                                           |
| 10    | Noisiel ←> Lésigny ←> Brie Comte Robert ←> Lieusaint                                          |
| 13    | Lieusaint ⇐> Moissy-Cramayel ⇐> Évry-Grégy-sur-Yerres                                         |
| 16    | Lieusaint ⇐> Brie-Comte-Robert ←> Chevry-Cossigny ←> Ozoir-la-Ferrière ←> Pontcarré ←> Serris |
| 21    | Créteil ←> Boissy-Saint-Léger ←> Brie-Comte-Robert ←> Solers ←> Guignes                       |
| 22    | Guignes ←> Créteil                                                                            |
| 23    | Brie-Comte-Robert ←> Mandres-les-Roses ←> Boissy-Saint-Léger ←> Créteil                       |

- Le Briebus, é um serviço grátis de autocarro financiado pela cidade. Funciona todos as terças-feiras, sextas-feiras, sábados e os Domingos para servir todos os acórdãos←?--> da cidade (excepto centros comerciais). Às quartas-feiras à tarde serve os centros comerciais.
- Le Proxi'bus, é um serviço de autocarro que funciona desde 1 de Outubro de 2007, serve as cidades da Orée de la Brie, as comunas de Brie-Comte-Robert, de Servon e de Chevry-Cossigny (e o hospital de Forcilles). É um serviço pago, o preço é o mesmo de um Ticket T (1,50 €).[35]

## Cultura

### Festas
| Data                              | Nome em português          | Nome em francês            | Observações                      |
| --------------------------------- | -------------------------- | -------------------------- | -------------------------------- |
| 1 de Janeiro                      | Ano Novo                   | Nouvel An                  | Fogos de artifícios              |
| segundo fim de semana de Maio     | 24h do papagaio            | 24h du cerf-volant         | Campeonato europeu               |
| 13 de Maio                        | Nossa Senhora de Fátima    | Notre-Dame de Fátima       | Procissão                        |
| primeiro fim de semana de Junho   | Festas das Rosas           | Fête des Roses             | Festa da municipalidade (Canton) |
| 21 de Junho                       | Festa da Música            | Fête de la Musique         | -                                |
| dia móvel, Setembro               | Dia do Património          | Journée du Patrimoine      | -                                |
| primeiro fim de semana de Outubro | Festa Medieval             | Fête Médiévale             | -                                |
| segunda semana de Outubro         | Salão dos Pintores Briards | Salon des Peintres Briards | -                                |
| terceiro fim de semana de Outubro | Festival das marionetas    | Festival des Marionnettes  | Todos os 2 anos                  |
| primeira semana de Dezembro       | Salão dos Artesão do Natal | Salon des Artisans de Noël | -                                |
| 25 de Dezembro                    | Natal                      | Noël                       | -                                |

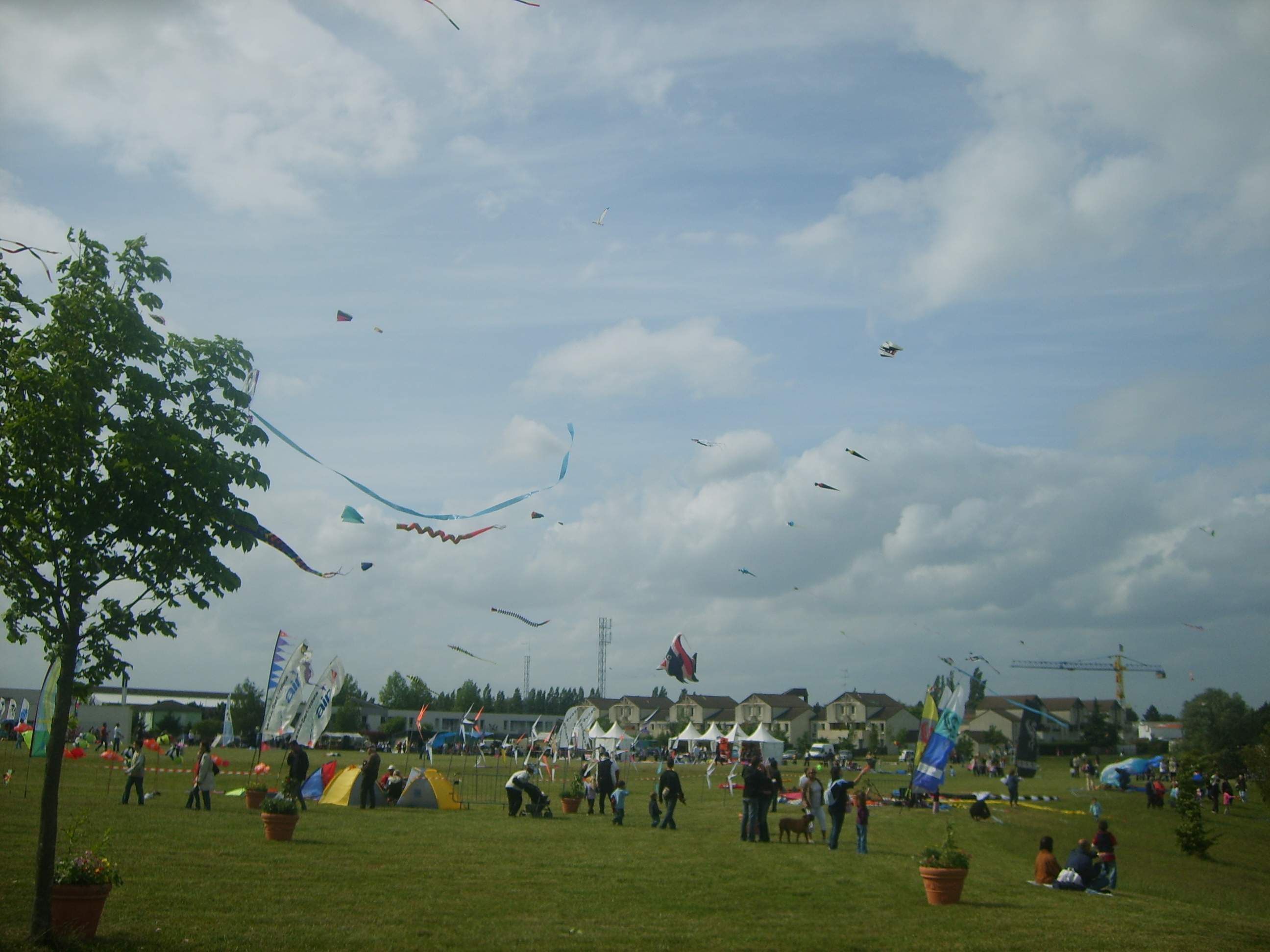
24h du cerf-volant em 2007.

- Fête des Roses : Todos os anos, no primeiro domingo de Junho, a Festa das Rosas tem lugar em Brie-Comte-Robert. Nesta festa há desfile de carros com rosas de papel, músicas populares estrangeiras (rancho folclórico português, fanfarra, …).[36]
- Fête Médiévale : Esta festa comemora o tempo medieval, isso é todos anos, no princípio do mês de Outubro, no fim de semana a cidade de Brie-Comte-Robert tem espectáculos nas ruas, músicas medievais, uma reprodução de um campo militar e mais. Um grande baile medieval é organizado na praça do mercado.[37]
- 24h du cerf-volant : Todos os anos a cidade organiza um campeonato europeu de papagaios no parque François Mitterrand. Uma representação de papagaio francês e estrangeiros são apresentados, tribuna de fabrico de papagaio para os jovens, e ainda mais. Em 2008, a edição era North Shore Radical.[38]

### Educação
A comuna tem dois liceus, dois colégios, cinco grupos escolares, duas creches e um edifício escolar católico privado.
- Liceu Bougainville de Brie-Comte-Robert tem capacidade para  mais de 500 alunos. Várias formações são possíveis. O liceu de ensino geral e tecnológico da agricultura está localizado a 1 km de Brie-Comte-Robert (centro-cidade), na estrada departamental 319.
- Liceu Blaise-Pascal é um liceu general público, co 734 alunos. Está localizado à saída de Brie.

### Comunidade Portuguesa
Brie-Comte-Robert tem uma comunidade portuguesa, cada ano esta população realiza uma festa portuguesa. Às vezes as missas são em língua portuguesa na Igreja Santo Estêvão.

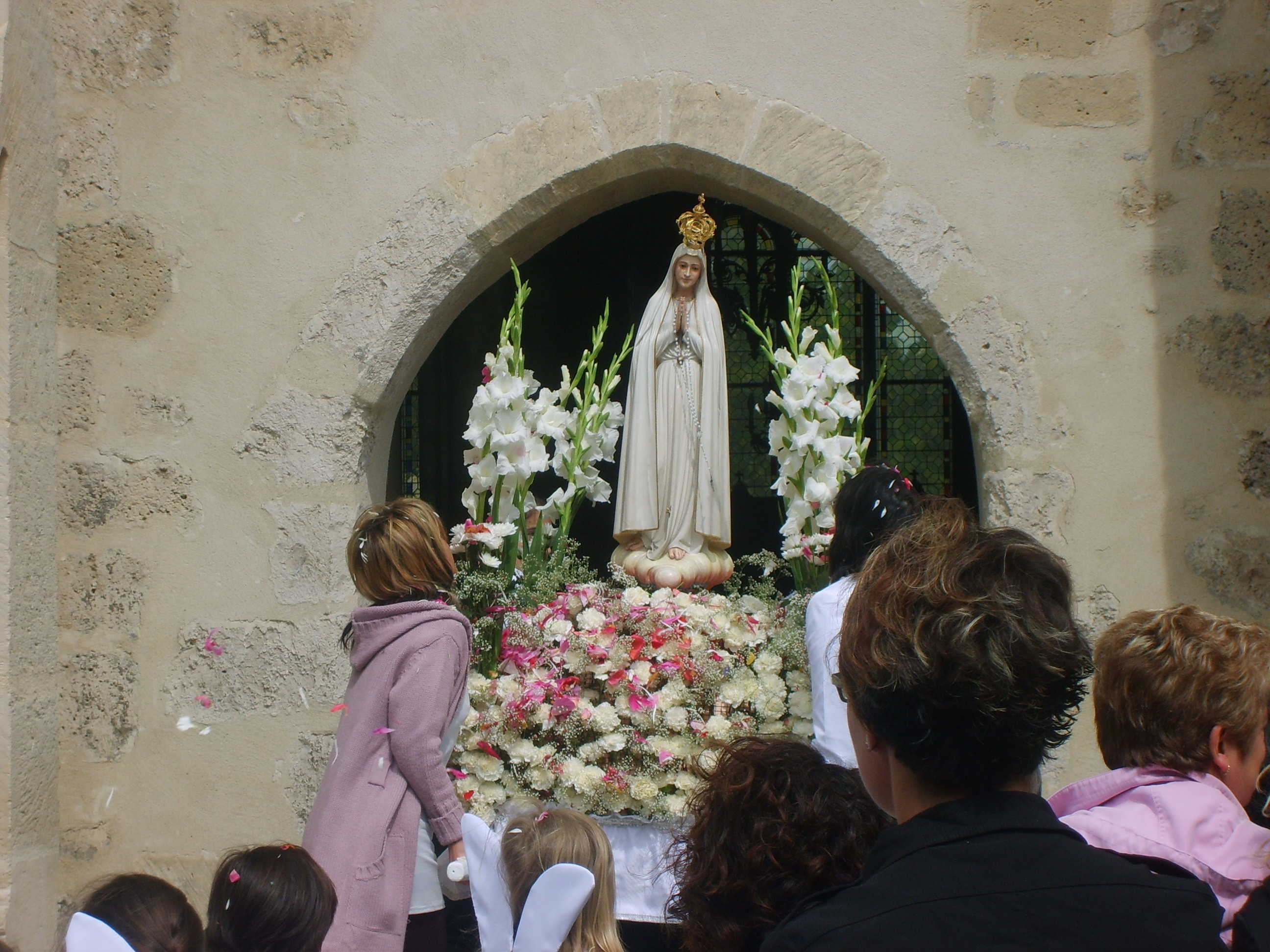
Nossa Senhora de Fátima em Brie
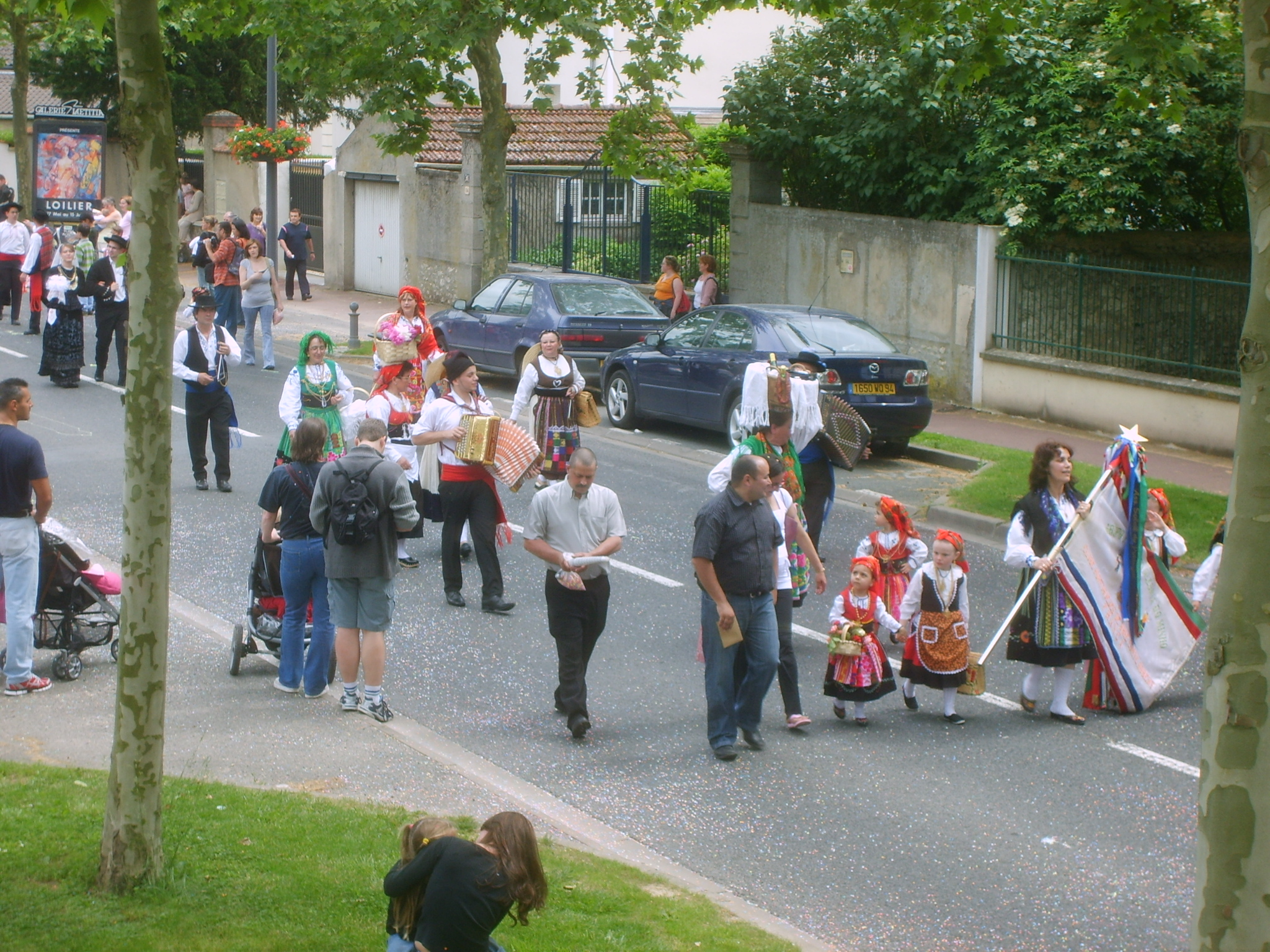
Festa das Rosas (2008), Rancho português
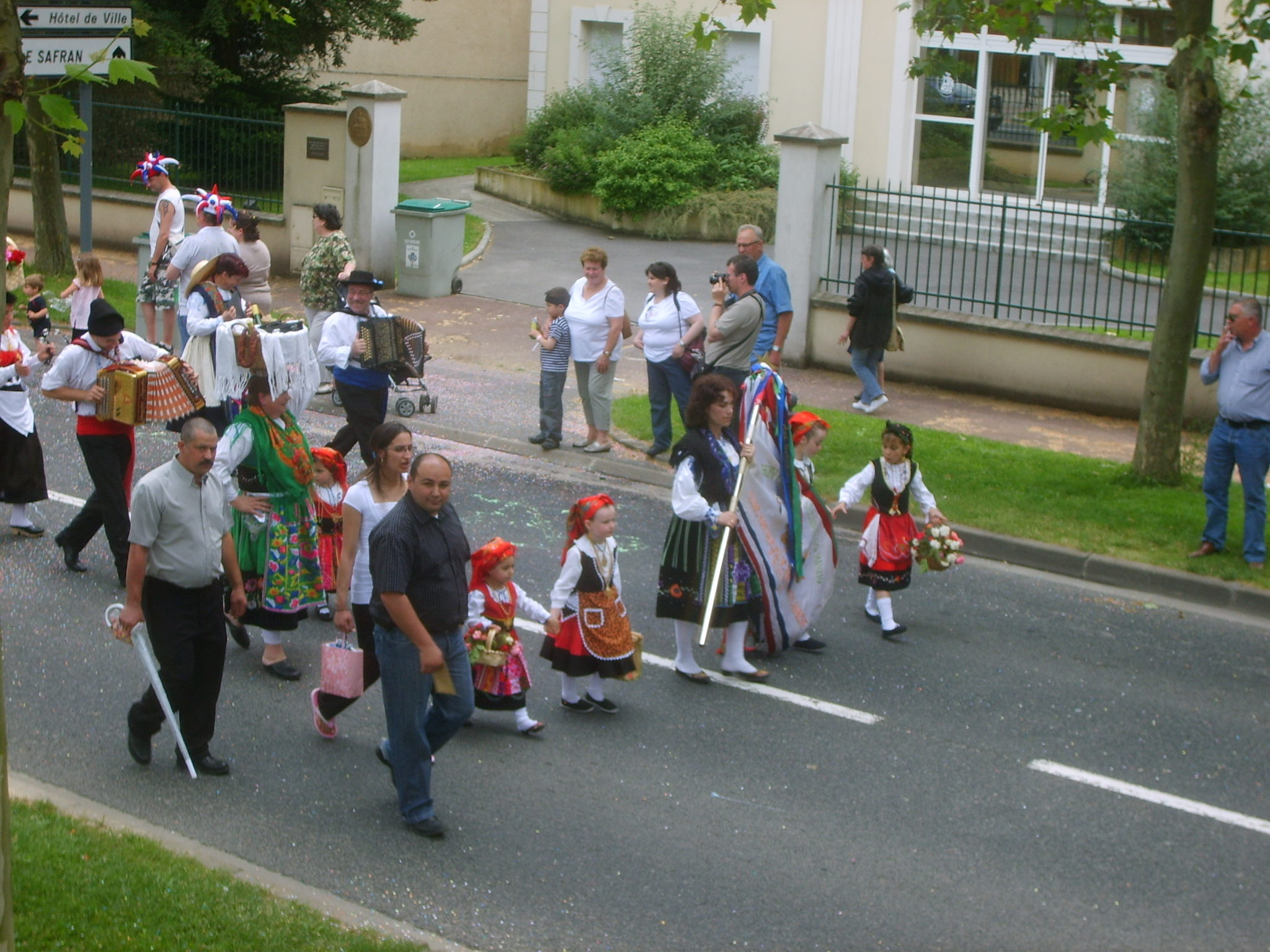
Festa das Rosas (2008), Rancho português

No dia Treze de Maio, a comuna de Brie-Comte-Robert faz uma homenagem a Nossa Senhora de Fátima, uma grande missa é realizada na Igreja Santo Estêvão, celebrada em português e também em francês, depois a uma procissão e no fim há uma festa no presbitério para uma representação de Rancho.
A escola Jules Ferry, o colégio Georges Brassens e o liceu Blaise Pascal ensina a língua portuguesa 
A comuna de Brie Comte Robert tem duas associações portuguesas :.
- Associação Club des Portugais de Brie Comte Robert
- Associação Cantos de Portugal